# Anarchisme

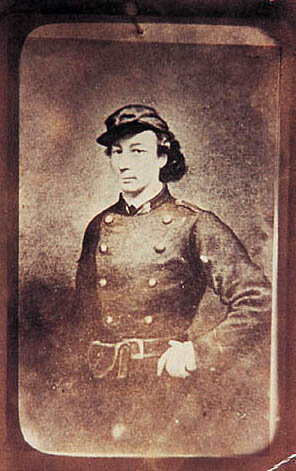
Louise Michel, en uniforme de la Garde nationale (Milice française dont la hiérarchie est élue par les citoyens.) durant la Commune de Paris, est la première personnalité anarchiste à brandir le drapeau noir.

Ne doit pas être confondu avec Libertarianisme ou Libertaire.
| |  |  |
| Le « A » cerclé, dans deux styles différents, symbole de l'anarchisme, indépendamment du courant concerné. |  |  |

L'anarchisme , ou idéologie libertaire, regroupe plusieurs courants de philosophie politique développés depuis le XIXe siècle sur un ensemble de théories et de pratiques anti-autoritaires fondées sur la démocratie directe et ayant la liberté individuelle comme valeur fondamentale. Le terme libertaire est couramment utilisé comme synonyme d'anarchiste, particulièrement dans le monde francophone à la suite de l'adoption des lois scélérates en France qui criminalisent l'utilisation du terme « anarchiste »,. L'anarchisme, à la différence de l'anomie, ne prône pas l'absence d'ordre ni de règles, mais milite pour que son élaboration émane directement de l'organisation des individus concernés.
Fondé sur la négation du principe de domination d'un individu ou d'un groupe d'individus dans l'organisation sociale, l'anarchisme a pour but de développer une société sans classe sociale. Ce courant prône ainsi la coopération dans une dynamique d'autogestion. Contre l'oppression, l'anarchisme propose une société fondée sur la solidarité comme solution aux antagonismes, la complémentarité de la liberté de chacun et celle de la collectivité, l'égalité des conditions de vie et l'autogestion des moyens de production (coopératives, mutuelles). Il s'agit donc d'un mode politique qui cherche non pas à résoudre les différences opposant les membres constituants de la société mais à associer des forces autonomes et contradictoires.
L'anarchisme est un mouvement pluriel qui embrasse l'ensemble des secteurs de la vie et de la société. Initialement théorisé par des penseurs socialistes, il est habituellement classé à la gauche voire l'extrême gauche du spectre politique bien qu'il refuse par essence de s'inscrire dans le cadre de la démocratie représentative. Concept philosophique, c’est également « une idée pratique et matérielle, un mode d’être de la vie et des relations entre les êtres qui naît tout autant de la pratique que de la philosophie ; ou pour être plus précis qui naît toujours de la pratique, la philosophie n’étant elle-même qu’une pratique, importante mais parmi d’autres ». En 1928, Sébastien Faure, dans La Synthèse anarchiste, définit trois grands courants qui cohabitent tout au long de l'histoire du mouvement : l'anarchisme individualiste qui insiste sur l'autonomie individuelle contre toute autorité ; le communisme libertaire, qui de l'aphorisme « De chacun selon ses moyens, à chacun selon ses besoins » créé par Louis Blanc, veut économiquement partir du besoin des individus, pour ensuite produire le nécessaire pour y répondre ; l'anarcho-syndicalisme, qui propose une méthode, le syndicalisme, comme moyen de lutte et d'organisation de la société. Depuis, de nouvelles sensibilités se sont affirmées, telles l'anarcha-féminisme, l'écologie sociale (et son application, le municipalisme libertaire), l'anarcho-transhumanisme,.
En 2007, l'historien Gaetano Manfredonia propose une relecture de ces courants sur la base de trois modèles. Le premier, « insurrectionnel », englobe autant les mouvements organisés que les individualistes qui veulent détruire le système autoritaire avant de construire, qu’ils soient bakouniniens, stirnerien ou partisans de la propagande par le fait. Le second, « syndicaliste », vise à faire du syndicat et de la classe ouvrière, les principaux artisans tant du renversement de la société actuelle, que les créateurs de la société future. Son expression la plus aboutie est sans doute la Confédération nationale du travail pendant la révolution sociale espagnole de 1936. Le troisième est « éducationniste réalisateur » dans le sens où les anarchistes privilégient la préparation de tout changement radical par une éducation libertaire, une culture formatrice, des essais de vie communautaires, la pratique de l'autogestion et de l'égalité des sexes, etc. Ce modèle est proche du gradualisme d'Errico Malatesta et renoue avec l'« évolutionnisme » d'Élisée Reclus. Pour Vivien Garcia dans L'Anarchisme aujourd'hui (2007), l'anarchisme « ne peut être conçu comme un monument théorique achevé. La réflexion anarchiste n'a rien du système. […] L'anarchisme se constitue comme une nébuleuse de pensées qui peuvent se renvoyer de façon contingente les unes aux autres plutôt que comme une doctrine close ».
Selon l'historien américain Paul Avrich : « Les anarchistes ont exercé et continuent d'exercer une grande influence. Leur internationalisme rigoureux et leur antimilitarisme, leurs expériences d'autogestion ouvrière, leur lutte pour la libération de la femme et pour l'émancipation sexuelle, leurs écoles et universités libres, leur aspiration écologique à un équilibre entre la ville et la campagne, entre l'homme et la nature, tout cela est d'une actualité criante ». L'anarchisme s'inscrit en outre dans l'histoire des mouvements sociaux et de l'art en mobilisant divers symboles.

## Définition et sens commun
« L'anarchie est le plus haut degré de liberté et d'ordre auquel l'humanité puisse parvenir. » Pierre-Joseph Proudhon
« L'anarchie c'est l'ordre, et le gouvernement la guerre civile » Anselme Bellegarrigue (L'Anarchie, journal de l'ordre)
« L'anarchie est la plus haute expression de l'ordre. » Élisée Reclus
Le terme « anarchisme » et ses dérivés sont employés tantôt péjorativement, comme synonymes de désordre social dans le sens commun ou courant et qui se rapproche de l’anomie, tantôt comme un but pratique, car l'anarchisme défend l'idée que l'absence d'une structure de pouvoir n'est pas synonyme de désorganisation sociale. Les anarchistes rejettent en général la conception courante de l'anarchie utilisée par les médias et les pouvoirs politiques. Pour eux, « l'ordre naît de la liberté »,, tandis que les pouvoirs engendrent le désordre. Certains anarchistes useront du terme « acratie », du grec « kratos », le pouvoir, donc littéralement « absence de pouvoir », plutôt que du terme « anarchie » qui leur semble devenu ambigu. De même, certains anarchistes auront plutôt tendance à utiliser le terme de « libertaires ».
Pour ses partisans, l'anarchie n'est justement pas le désordre social. C’est plutôt le contraire, soit l'ordre social absolu, grâce notamment à la socialisation des moyens de production : contrairement à l'idée de possessions privées capitalisées, elle suggère celle de possessions individuelles ne garantissant aucun droit de propriété, notamment celle touchant l'accumulation de biens non utilisés. Cet ordre social s'appuie sur la liberté politique organisée autour du mandatement impératif, de l'autogestion, du fédéralisme intégral et de la démocratie directe. L'anarchie est donc organisée et structurée : c'est l'Ordre moins le pouvoir.

## Étymologie
Le terme d'anarchie est un dérivé du grec ἀναρχία / anarkhía. Composé du préfixe privatif an- (en grec ἄν- / án, préfixe négatif) et du radical grec ἀρχή / arkhḗ, « commencement » et « commandement, pouvoir, autorité »,,. L'étymologie du terme désigne donc, d'une manière générale, ce qui est dénué de principe directeur et d'origine. Cela se traduit par « absence de principe », « absence de chef », « absence d'autorité » ou « absence de gouvernement ».
Dans un sens négatif, l'anarchie évoque le chaos et le désordre, l'anomie. Et dans un sens positif, un système où les individus sont dégagés de toute autorité. Ce dernier sens apparaît en 1840 sous la plume du théoricien, socialiste libertaire, Pierre-Joseph Proudhon (1809-1865). Dans Qu'est-ce que la propriété ?, l'auteur se déclare « anarchiste » et précise ce qu'il entend par « anarchie » : « une forme de gouvernement sans maître ni souverain ».

## Précurseurs de l'anarchisme

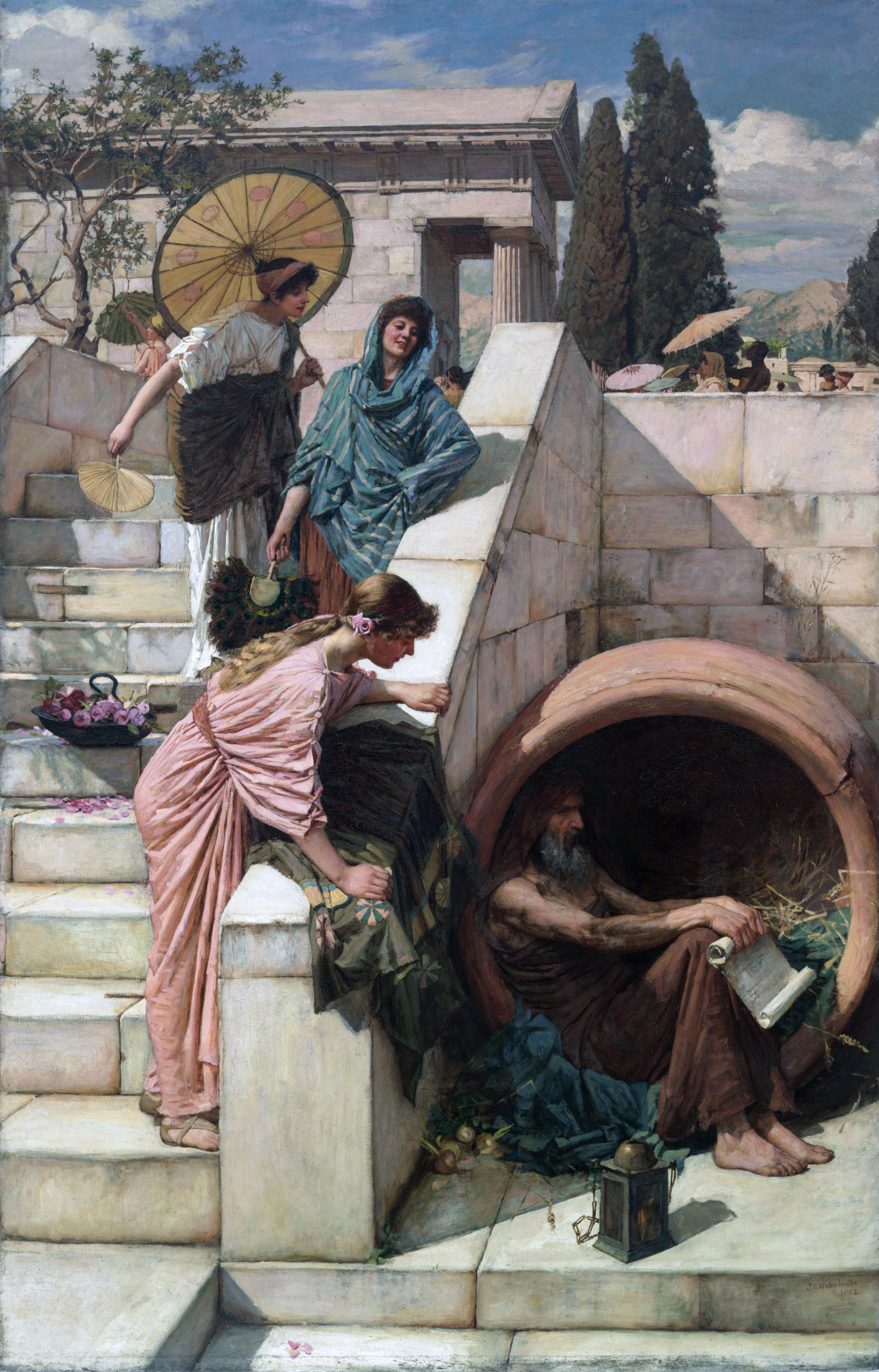
Diogène par John William Waterhouse.

Pour de nombreux théoriciens de l'anarchisme, l'esprit libertaire remonte aux origines de l'humanité. À l'image des Inuits, des Pygmées, des Santals, des Tivs, des Piaroas ou des Mérinas, de nombreuses sociétés fonctionnent, parfois depuis des millénaires, sans autorité politique (État ou police) ou suivant des pratiques revendiquées par l'anarchisme comme l'autonomie, l'association volontaire, l'auto-organisation, l'aide mutuelle ou la démocratie directe.
Les premières expressions d'une philosophie libertaire peuvent être trouvées dans le taoïsme et le bouddhisme. Au taoïsme, l'anarchisme emprunte le principe de non-interférence avec les flux des choses et de la nature, un idéal collectiviste et une critique de l'État ; au bouddhisme, l'individualisme libertaire, la recherche de l'accomplissement personnel et le rejet de la propriété privée. Une forme d’individualisme libertaire est aussi identifiable dans certains courants philosophiques de la Grèce antique, en particulier dans les écrits épicuriens, cyniques et stoïciens.
Certains éléments libertaires du christianisme ont influencé le développement de l'anarchisme, en particulier de l'anarchisme chrétien,. À partir du Moyen Âge, certaines hérésies et révoltes paysannes attendent l'avènement sur Terre d'un nouvel âge de liberté. Des mouvements religieux, à l'exemple des hussites ou des anabaptistes s'inspirèrent souvent de principes libertaires.
Plusieurs idées et tendances libertaires émergent dans les utopies françaises et anglaises de la Renaissance et du siècle des Lumières. Pendant la Révolution française, le mouvement des Enragés s'oppose au principe jacobin du pouvoir de l'État et propose une forme de communisme. En France, en Allemagne, en Angleterre ou aux États-Unis, les idées anarchistes se diffusent par la défense de la liberté individuelle, les attaques contre l'État et la religion, les critiques du libéralisme et du socialisme. Certains penseurs libertaires américains comme Henry David Thoreau, Ralph Waldo Emerson et Walt Whitman, préfigurent l’anarchisme contemporain de la contre-culture, de l'écologie, ou de la désobéissance civile.
Remonter si loin dans l'histoire de l'humanité n'est pas sans risque d'anachronisme ou d'idéologie. C'est donner une définition extrêmement vague de l'anarchisme sans tenir compte des conditions historiques et sociales de l'époque des faits. Il faudra attendre la Révolution française pour découvrir des aspirations ouvertement libertaires chez des auteurs comme Jean-François Varlet, Jacques Roux ou Sylvain Maréchal. William Godwin (1793) apparaît comme l'un des précurseurs de l'anarchisme. Pierre-Joseph Proudhon est le premier théoricien social à s'en réclamer explicitement en 1840.

## Principes généraux

### Absence d'autorité hiérarchique
« Être gouverné, c'est être gardé à vue, inspecté, espionné, dirigé, légiféré, réglementé, parqué, endoctriné, prêché, contrôlé, estimé, apprécié, censuré, commandé, par des êtres qui n'ont ni le titre, ni la science, ni la vertu… Être gouverné, c'est être, à chaque opération, à chaque transaction, à chaque mouvement, noté, enregistré, recensé, tarifé, timbré, toisé, coté, cotisé, patenté, licencié, autorisé, apostillé, admonesté, empêché, réformé, redressé, corrigé. C'est, sous prétexte d'utilité publique, et au nom de l'intérêt général, être mis à contribution, exercé, rançonné, exploité, monopolisé, concussionné, pressuré, mystifié, volé ; puis, à la moindre résistance, au premier mot de plainte, réprimé, amendé, vilipendé, vexé, traqué, houspillé, assommé, désarmé, garrotté, emprisonné, fusillé, mitraillé, jugé, condamné, déporté, sacrifié, vendu, trahi, et pour comble, joué, berné, outragé, déshonoré. »

Pierre-Joseph Proudhon, Idée générale de la Révolution au dix-neuvième siècle, 1851.
L'anarchisme est une philosophie politique qui présente une vision d'une société humaine sans hiérarchie, et qui propose des stratégies pour y arriver, en renversant le système social autoritaire. L'objectif principal de l'anarchisme est d'établir un ordre social sans décideur (des dirigeants peuvent exister, dans le sens où ils s'occuperont de l'organisation générale mais ils ne sont pas propriétaire et ils n'ont pas plus de pouvoir décisionnels que ses camarades). Un ordre fondé sur la coopération volontaire d'hommes et de femmes libres et conscients, qui ont pour but de favoriser un double épanouissement : celui de la société et celui de l'individu qui participe à celle-ci. Selon l'essayiste Hem Day : « On ne le dira jamais assez, l’anarchisme, c’est l’ordre sans le gouvernement ; c’est la paix sans la violence. C’est le contraire précisément de tout ce qu’on lui reproche, soit par ignorance, soit par mauvaise foi ».
La pensée anarchiste s’oppose par conséquent à toutes les formes d’organisation sociale qui oppriment des individus, les asservissent, les exploitent au bénéfice d’un petit nombre, les contraignent, les empêchent de réaliser toutes leurs potentialités. À la source de toute philosophie anarchiste, on retrouve une volonté d'émancipation individuelle ou collective. L'amour de la liberté, profondément ancré chez les anarchistes, les conduit à lutter pour l'avènement d'une société plus juste, dans laquelle les libertés individuelles pourraient se développer harmonieusement et formeraient la base de l'organisation sociale et des relations économiques et politiques.
L'anarchisme est opposé à l'idée que le pouvoir coercitif et la domination soient nécessaires à la société et se bat pour une forme d'organisation sociale et économique libertaire, c'est-à-dire fondée sur la collaboration ou la coopération plutôt que la coercition. L'ennemi commun de tous les anarchistes est l'autorité, sous quelque forme que ce soit, l'État étant leur principal ennemi : l'institution qui s'attribue le monopole de la violence légale (guerres, violences policières), le droit de voler (impôt) et de s'approprier l'individu (conscription, service militaire).

### Société sans État

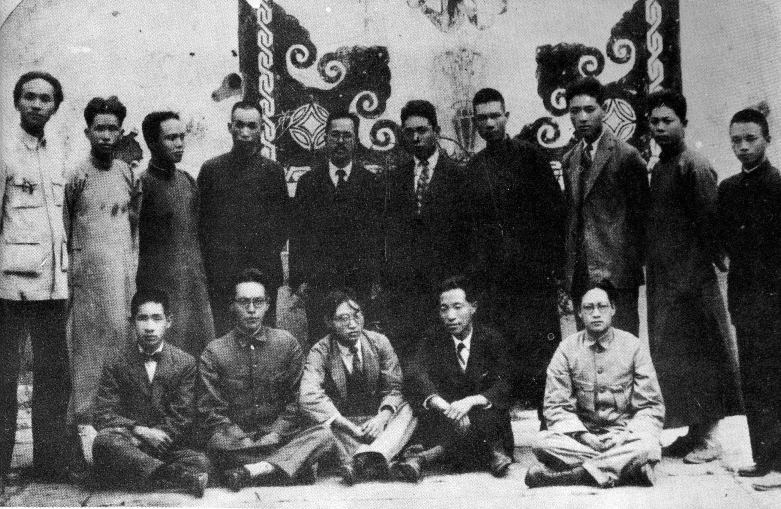
La Fédération Anarchiste Coréenne instaura en 1929 une Commune révolutionnaire sans État en Mandchourie sur un ensemble de territoires regroupés en coopératives libertaires et unissant 2 millions de paysans et de guérilleros pour lutter contre l'invasion japonaise.

Les visions qu'ont les différentes tendances anarchistes de ce que serait ou devrait être une société sans État sont en revanche d'une grande diversité. Opposé à tout credo, l'anarchiste prône l'autonomie de la conscience morale par-delà le bien et le mal définis par une orthodoxie majoritaire, un pouvoir à la pensée dominante. L'anarchiste se veut libre de penser par lui-même et d'exprimer librement sa pensée.
Certains anarchistes dits « spontanéistes » pensent qu'une fois la société libérée des entraves artificielles que lui impose l'État, l'Ordre naturel précédemment contrarié se rétablirait spontanément, ce que symbolise le « A » inscrit dans un « O » (« L'anarchie, c'est l'ordre sans le pouvoir », Proudhon). Ceux-là se situent, conformément à l'héritage de Proudhon, dans une éthique du droit naturel (elle-même affiliée à Rousseau).
D'autres pensent que le concept d'ordre n'est pas moins « artificiel » que celui d'État. Ces derniers pensent que la seule manière de se passer des pouvoirs hiérarchiques est de ne pas laisser d'ordre coercitif s'installer. À ces fins, ils préconisent l'auto-organisation des individus par fédéralisme, comme moyen permettant la remise en cause permanente des fonctionnements sociaux autoritaires et de leurs justifications médiatiques. En outre, ces derniers ne reconnaissent que les mandats impératifs (votés en assemblée générale), révocables (donc contrôlés) et limités à un mandat précis et circonscrit dans le temps. Enfin, ils pensent que le mandatement ne doit intervenir qu'en cas d'absolue nécessité.
Les anarchistes se distinguent de la vision marxiste d'une société future en rejetant l'idée d'une dictature du prolétariat qui serait exercée après la révolution par un pouvoir temporaire : à leurs yeux, un tel système ne pourrait déboucher que sur la tyrannie. Ils sont partisans d'un passage direct, ou du moins aussi rapide que possible, à une société sans État, celle-ci se réaliserait par le biais de ce que Bakounine appelait l'« organisation spontanée du travail et de la propriété collective des associations productrices librement organisées et fédéralisées dans les communes ».
Pierre Kropotkine voit pour sa part la société libertaire comme un système fondé sur l'entraide, où les communautés humaines fonctionneraient à la manière de groupes d'égaux ignorant toute notion de frontière. Les lois deviendraient inutiles car la protection de la propriété perdrait son sens ; la répartition des biens serait, après expropriation des richesses et mise en commun des moyens de production, assurée par un usage rationnel de la prise au tas (ou « prise sur le tas ») dans un contexte d'abondance, et du rationnement pour les biens plus rares.

### «La propriété, c'est le vol!»
Dans Qu'est-ce que la propriété ? (1840), Pierre-Joseph Proudhon expose les méfaits de la propriété dans une société. Ce livre contient la citation célèbre « La propriété, c'est le vol ! ». Plus tard, dans Théorie de la propriété, Proudhon se ravise et paraphrasant sa célèbre formule, il déclare : « La propriété, c'est la liberté ! ». Formule qui signifie que la propriété doit être strictement personnelle, pour que quelque chose appartienne à quelqu'un il doit l'avoir produit. Cette formulation rejette la propriété par l'exploitation d'autrui, et donc le capitalisme.
Par la suite ce refus de la propriété évolue selon les différents courants d'anarchisme, individualistes ou collectivistes. Il sert de base à l'illégalisme en France, et à l'anarchisme expropriateur, quoique ce dernier encourage le vol des bourgeois dans le but de financer des activités anarchistes, et non sur la base d'une opposition à la propriété en tant que telle.

## Courants et modèles

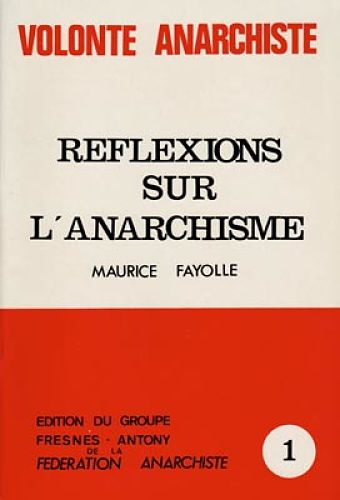
Réflexions sur l'anarchisme, Maurice Fayolle, Volonté Anarchiste, no 1, 1977.

Lors du dernier tiers du XIXe siècle et du début du XXe siècle, l'anarchisme est l'un des deux grands courants de la pensée révolutionnaire, en concurrence directe avec le marxisme. Avec Mikhaïl Bakounine, qui joue un rôle déterminant dans la Première Internationale dont il est évincé par les partisans de Karl Marx en 1872, l'anarchisme prend un tour collectiviste face à la tendance mutualiste et respectueuse de la petite propriété privée défendue par Pierre-Joseph Proudhon.

L'opposition de Marx vis-à-vis de Bakounine n'empêche cependant pas Marx d'avoir des affinités avec l'anarchisme, par exemple dans les Prétendues Scissions dans l’Internationale en 1872, Marx dit ceci :
Tous les socialistes entendent par anarchie ceci : le but du mouvement prolétaire, l’abolition des classes, une fois atteint, le pouvoir de l’État, qui sert à maintenir la grande majorité productrice sous le joug d’une minorité exploiteuse peu nombreuse, disparaît et les fonctions gouvernementales se transforment en de simples fonctions administratives.
Sous l'influence des communistes libertaires, dont Pierre Kropotkine et Élisée Reclus, émerge ensuite le projet d'une réorganisation de la société sur la base d'une fédération de collectifs de production ignorant les frontières nationales. Dans les années 1880-1890, sous l'inspiration notamment de Errico Malatesta, l'anarchisme se scinde entre insurrectionnalistes et partisans d'une conception gradualiste à la fois « syndicaliste et éducative […] fondée sur le primat pacifiste des solidarités vécues ».

### Typologie
En 1928, dans l'Encyclopédie anarchiste, le Russe Voline définit les « trois idées maîtresses » : « 1° Admission définitive du principe syndicaliste, lequel indique la vraie méthode de la révolution sociale ; 2° Admission définitive du principe communiste (libertaire), lequel établit la base d'organisation de la nouvelle société en formation ; 3° Admission définitive du principe individualiste, l'émancipation totale et le bonheur de l'individu étant le vrai but de la révolution sociale et de la société nouvelle ».
En 2007, l'historien Gaetano Manfredonia propose une relecture de ces courants sur la base de trois modèles.
- Le premier, « insurrectionnel », englobe autant les mouvements très organisés que les individualistes qui veulent détruire le système autoritaire avant de construire, qu’ils soient bakouniniens ou partisans de la propagande par le fait.
- Le second, « syndicaliste », vise à faire du syndicat et de la classe prolétaire, les principaux artisans tant du renversement de la société actuelle, que les créateurs de la société future. Son expression la plus aboutie est sans doute la Confédération nationale du travail pendant la révolution sociale espagnole de 1936.
- Le troisième est « éducationniste réalisateur » dans le sens où les anarchistes individualistes privilégient la préparation de tout changement radical par une éducation libertaire, une culture formatrice, des essais de vie communautaires, la pratique de l'autogestion et de l'égalité des sexes, etc. Ce modèle est proche du gradualisme de Errico Malatesta et renoue avec « l’évolutionnisme » d'Élisée Reclus[63].

### Courants socialistes
« L'émancipation des travailleurs doit être l'œuvre des travailleurs eux-mêmes »

Statuts généraux adoptés par l'Association internationale des travailleurs lors du congrès fondateur de Genève en 1866

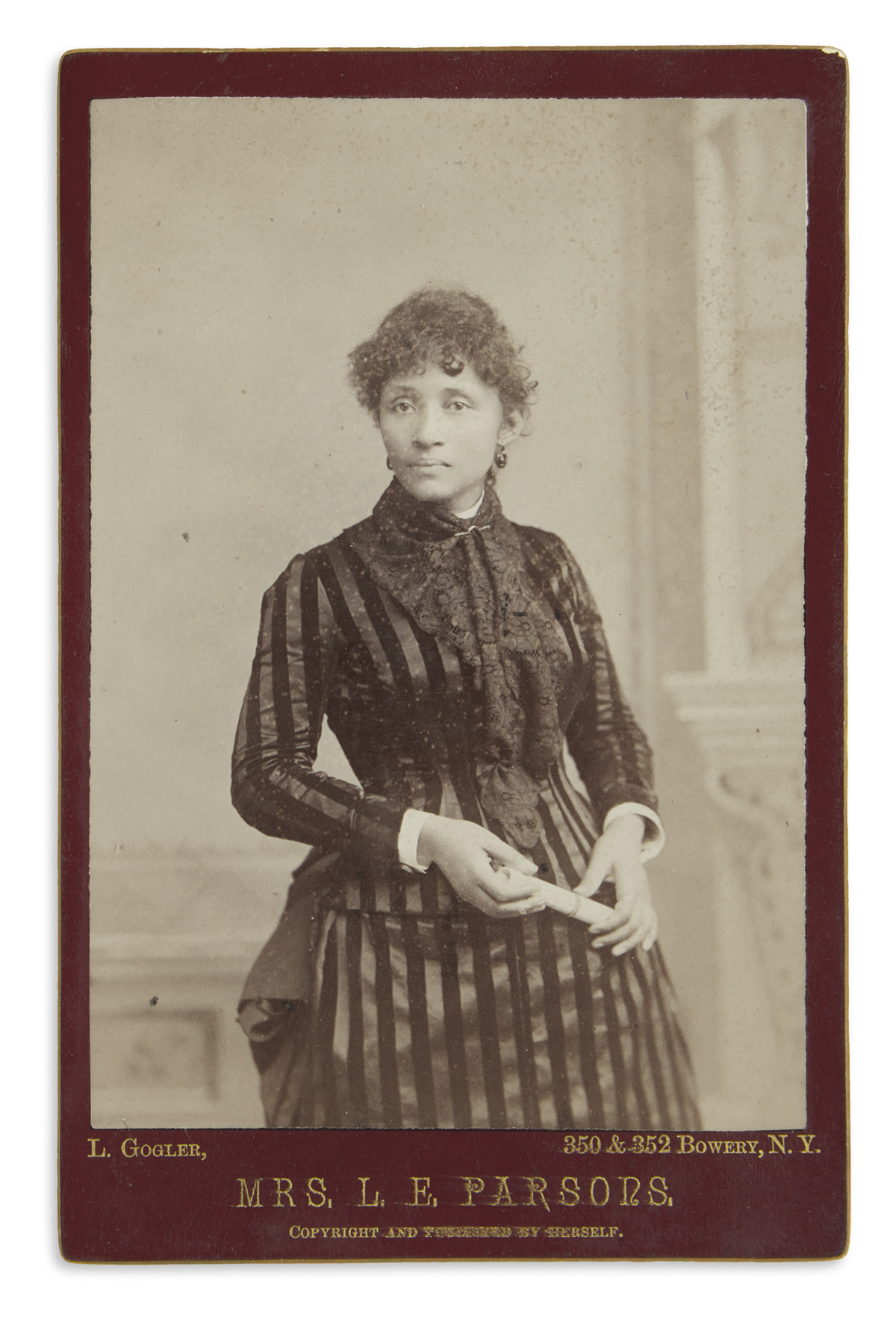
Lucy Parsons, militante ouvrière « Plus dangereuse que mille émeutiers » selon la police américaine.

Les socialistes libertaires, selon les tendances, considèrent que la société anarchiste peut se construire par mutualisme, collectivisme, communisme, syndicalisme, mais aussi par conseillisme. L'abolition de la propriété lucrative et l'appropriation collective des moyens de production est un point essentiel de cette tendance. Par « propriété », on n'entend pas le fait de posséder quelque chose pour soi, mais de le posséder pour en tirer des revenus du travail des autres (différent de la propriété d'usage). Ces courants, composés initialement de Proudhon (et de ses successeurs), puis de Bakounine, étaient présents au sein de l'Association internationale des travailleurs (Première internationale), jusqu'à la scission de 1872 (où Bakounine et Karl Marx se sont trouvés opposés). Le socialisme libertaire établit un pont entre le socialisme et l'individualisme (notamment par le biais du coopérativisme et du fédéralisme) combattant tant le capitalisme que l'autoritarisme sous toutes ses formes.
- L'anarchisme proudhonien se manifeste par l’attachement à la propriété individuelle et à l’entraide entre communautés et ateliers. Il défend l'autogestion fédéraliste, un travaillisme pragmatique, un justicialisme idéo-réaliste et une économie mutualiste. Le travail, fondement de la société, devient le levier de la politique, le réalisateur de la liberté. Le justicialisme permet un pluralisme à travers un équilibre des forces physiques et sociales. Le fédéralisme permet le dynamisme et l'équilibre de la société pluraliste (auteurs : Pierre-Joseph Proudhon, James Guillaume, Maurice Joyeux).
- L'anarchisme collectiviste ou socialisme libertaire, qui propose une gestion collective égalitariste de la société (mouvement largement influencé par les écrits de Mikhaïl Bakounine et de Ricardo Mella).
- Le communisme libertaire[65], qui de l'adage « À chacun selon ses besoins, de chacun selon ses capacités » veut, d'un point de vue économique, partir du besoin des individus afin de produire par la suite le nécessaire pour y répondre ; ce qui politiquement est lié étroitement avec l'anarchisme qui part des volontés de chaque individu réel, par la liberté politique pour créer/construire la société à l'échelle des humains vivants/désirants (mouvement largement influencé par les écrits de Errico Malatesta, Pierre Kropotkine et Élisée Reclus).
- L'anarcho-syndicalisme, courant devenu dominant au sein de l'anarchisme après la faillite de sa tendance violente au cours des années 1880-1890[53], propose une méthode : le syndicalisme, couplé à l'anarchisme, comme moyen de lutte et d'accès vers une société anarchiste (mouvement largement influencé par les écrits d'Émile Pouget, Pierre Monatte et Fernand Pelloutier).
- Le marxisme libertaire, qui s’inspire des écrits de Maximilien Rubel, est théorisé par l’écrivain Daniel Guérin. Ce courant reprend parfois la notion de communisme libertaire présenté ci-dessus. D’autres militants peuvent être rattachés à ce courant, comme l'allemand Rudi Dutschke ou le suisse Fritz Brupbacher.
- Le municipalisme libertaire de Murray Bookchin, forme d'initiative locale de communisme libertaire et de communalisme écologiste, ayant aussi inspiré le confédéralisme démocratique en place au Rojava (Nord-Est de la Syrie).Drapeau communiste libertaire.

Drapeau communiste libertaire.

- L'anarchisme insurrectionnel qui prône l'insurrection, la révolte (auteurs : Wolfi Landstreicher, Alfredo M. Bonanno).
- L'anarcho-indépendantisme, qui définit la nature anarchiste de la lutte pour l'émancipation des peuples (à ne pas confondre avec le national-anarchisme).
- Le postanarchisme qui s'inspire de la pensée post-structuraliste et post-marxiste.
- Le sionisme libertaire est un courant politique qui naît après le sentiment d'échec de l'action révolutionnaire des Juifs à l'issue des grands pogroms des années 1890. Les anarchistes comme les socialistes viennent à penser que la question juive ne peut faire l'économie d'un projet de société séparée en attendant la révolution mondiale. Pour les anarcho-sionistes, il s'agit de fonder un foyer national sans État. Ce courant n'adhèrera pas au sionisme de Theodor Herzl (auteur français : Bernard Lazare).
- Par certains aspects, le conseillisme (ou "communisme de conseils"), un courant du mouvement ouvrier révolutionnaire se revendiquant socialiste ou marxiste, mais opposé au léninisme. Son objectif est la prise du pouvoir révolutionnaire par le prolétariat à travers des conseils de travailleurs. Cette idée est généralement l'objectif proclamé par tout le mouvement communiste, mais les conseillistes reprochent aux léninistes (marxistes-léninistes, staliniens, trotskistes, maoïstes...) d'être porteurs d'un « communisme de parti », dans lequel un parti d'avant-garde confisque le pouvoir au détriment de l'auto-organisation ouvrière. Des anarchistes comme Gustav Landauer et Erich Mühsam, qui ont l'un et l'autre participé à la République des conseils de Bavière en 1919, se sont également déclarés partisans des conseils ouvriers. Par ailleurs, un penseur conseilliste comme Maximilien Rubel considérait que Karl Marx était en quelque sorte un théoricien de l'anarchisme[66].

Les cinq tendances (socialiste, communiste, syndicaliste, proudhonienne et insurrectionnelle) se rejoignent et coexistent au sein des différentes associations. L'ensemble de ces courants se caractérise par une conception particulière du type d'organisation militante nécessaire pour avancer vers une révolution. Ils se méfient de la conception centralisée d'un parti révolutionnaire, car ils considèrent qu'une telle centralisation mène inévitablement à une corruption de la direction par l'exercice de l'autorité.

### Courants individualistes
Selon E. Armand dans l'Encyclopédie anarchiste : « Les individualistes anarchistes sont des anarchistes qui considèrent au point de vue individuel la conception anarchiste de la vie, c'est-à-dire basent toute réalisation de l'anarchisme sur « le fait individuel », l'unité humaine anarchiste étant considérée comme la cellule, le point de départ, le noyau de tout groupement, milieu, association anarchiste ».
Les individualistes nient la nécessité de l’État comme régulateur et modérateur des rapports entre les individus et des accords qu’ils peuvent passer entre eux. Ils rejettent tout contrat social et unilatéral. Ils défendent la liberté absolue dans la réalisation de leurs aspirations.
- L'anarchisme individualiste, qui défend l'autonomie individuelle contre toute forme d'autorité et d'aliénation (État, Religion, etc.), et propose la libre association libertaire entre les individus (mouvement largement influencé par les écrits de Max Stirner, John Henry Mackay, Victor Basch, E. Armand, Zo d'Axa, Lysander Spooner, Benjamin Tucker, Han Ryner).
- Le néo-anarchisme ou postanarchisme apparaissent en fin du XXe siècle. Termes polémiques, ils opposent un « anarchisme classique » ou « traditionnel » plutôt centré sur la lutte de classes à un anarchisme de la modernité ou de la postmodernité qui serait plus culturel et hédoniste (auteurs : Michel Onfray, Daniel Colson).

### Courants féministes

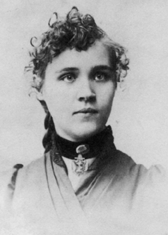
Voltairine de Cleyre en 1891.

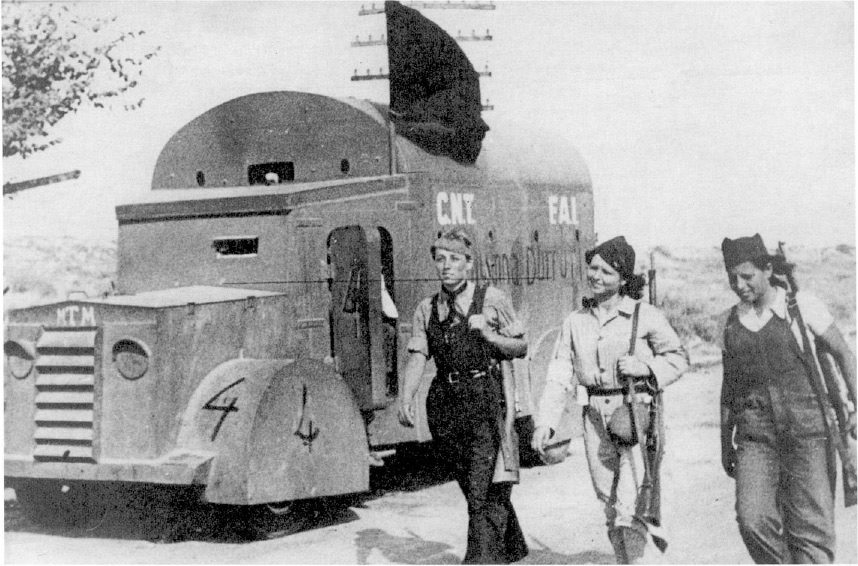
Miliciennes de la Colonne Durruti en 1936.

L'anarcha-féminisme ou féminisme libertaire, qui combine féminisme et anarchisme, considère la domination des hommes sur les femmes comme l'une des premières manifestations de la hiérarchie dans nos sociétés. Le combat contre le patriarcat est donc pour les anarcha-féministes partie intégrante de la lutte des classes et de la lutte contre l'État, comme l'a formulé Susan Brown : « Puisque l'anarchisme est une philosophie politique opposée à toute relation de pouvoir, il est intrinsèquement féministe ».
Un des aspects principaux de ce courant est son opposition aux conceptions traditionnelles de la famille, de l'éducation et du rôle des genres, opposition traduite notamment dans une critique radicale de l'institution du mariage. Voltairine de Cleyre affirme que le mariage freine l'évolution individuelle, tandis que Emma Goldman écrit que « Le mariage est avant tout un arrangement économique […] la femme le paye de son nom, de sa vie privée, de son estime de soi et même de sa vie ». Le féminisme libertaire défend donc une famille et des structures éducatives non hiérarchiques, comme les écoles modernes inspirées de Francisco Ferrer.
L'anarcha-féminisme peut apparaître sous forme individuelle, comme aux États-Unis, alors qu'en Europe il est plus souvent pratiqué sous forme collective. Autrices : Virginia Bolten, Emma Goldman, Voltairine de Cleyre, Madeleine Pelletier, Lucía Sánchez Saornil, l'organisation féminine libertaire Mujeres Libres.

### Courants écologistes
Pour l'écologie libertaire, les ressources ne sont plus déterminées par les besoins de chacun mais par leur limite naturelle. Ce courant se situe au croisement de l'anarchisme et de l'écologie. Selon Robert Redeker dans la revue Le Banquet, un des éléments constitutifs de cette rencontre est « le développement de la question nucléaire, qui a joué un grand rôle en amalgamant dans le même combat milieux libertaires post-soixante-huitards, scientifiques et défenseurs de la nature ».
L'écologie libertaire s'appuie sur les travaux théoriques des géographes Élisée Reclus et Pierre Kropotkine. Elle critique l'autorité, la hiérarchie et la domination de l'homme sur la nature. Elle propose l'auto-organisation, l'autogestion des collectivités, le mutualisme. Ce courant est proche de l'écologie sociale élaborée par l'américain Murray Bookchin,.
Très critique envers la technologie, elle défend l'idée que le mouvement libertaire doit, s'il veut évoluer, rejeter l'anthropocentrisme : pour les écologistes libertaires, l'être humain doit renoncer à dominer la nature.
- L'écologie sociale cherche à régler les problèmes écologiques par la mise en place d'un modèle de société adapté au développement humain et à la biosphère. C’est une théorie d’écologie politique radicale fondée sur le municipalisme libertaire qui s’oppose au système capitaliste actuel de production et de consommation (auteurs : Murray Bookchin, Élisée Reclus).
- L'anarcho-primitivisme, qui mélange les idées primitivistes et anarchistes (auteurs : Fredy Perlman, John Moore, John Zerzan).
- Le courant anti-industriel, qui se distingue par une critique radicale de toutes les technologies issues des révolutions industrielles des XIXe et XXe siècles (auteurs : Theodore Kaczynski, Kirkpatrick Sale).
- La décroissance anarchiste, qui intègre les contenus de la décroissance dans la réflexion et le projet anarchiste (auteurs : Jean-Pierre Tertrais[74],[75], John Rackham[76]).
- L'écopunk est centrée sur la cause animale et l’écologie radicale[77],[78].

### Courants chrétiens

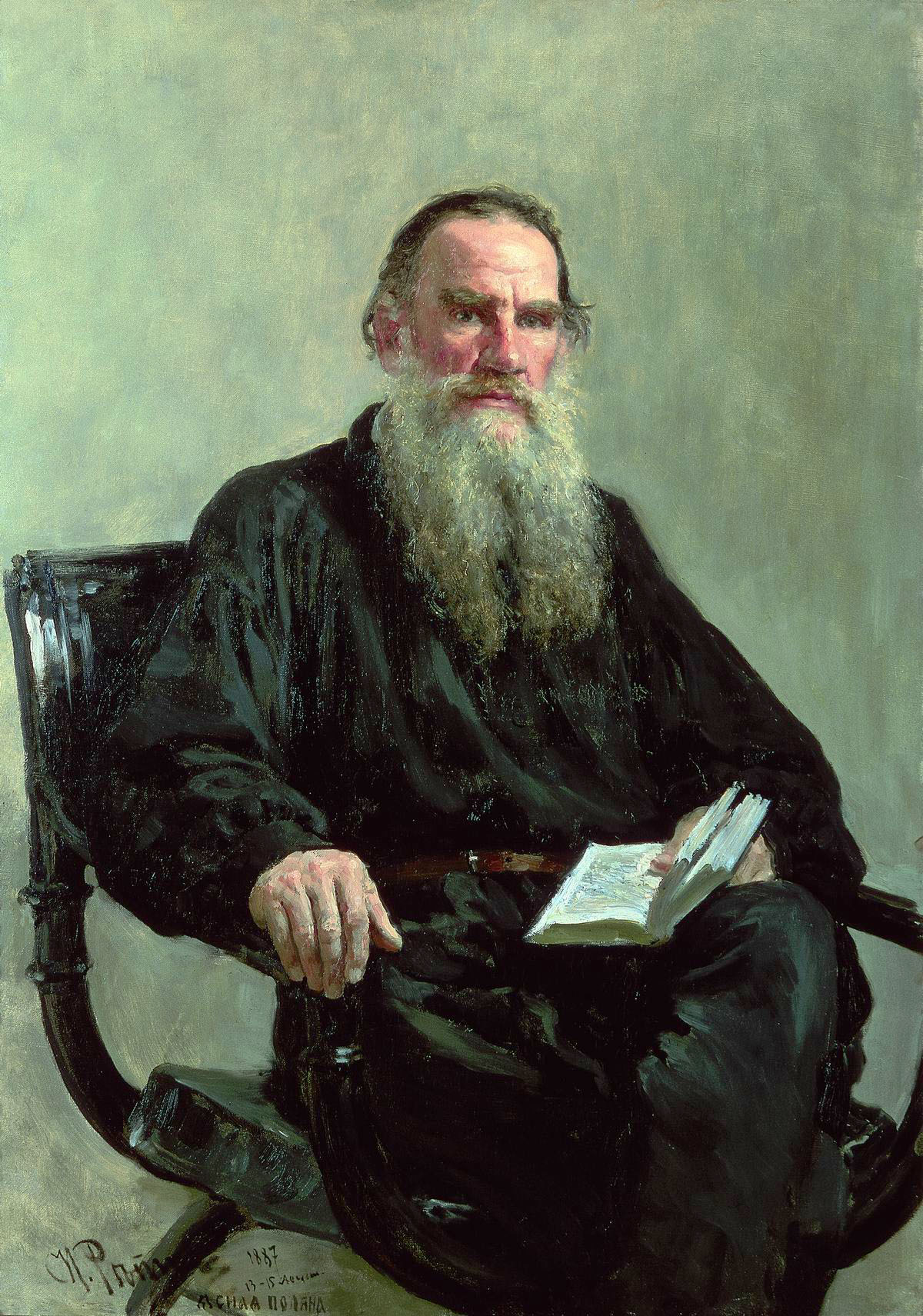
Portrait de Léon Tolstoï, Ilia Répine (1887).

L'anarchisme chrétien entend concilier les fondamentaux de l'anarchisme (le rejet de toute autorité ecclésiale ou étatique) avec les enseignements de Jésus de Nazareth, pris dans leur dimension critique vis-à-vis de l'organisation sociale. D'un point de vue social, il se fonde sur la « révolution personnelle », soit la métamorphose de chaque individu au quotidien. Léon Tolstoï, Søren Kierkegaard, Jacques Ellul, Dorothy Day, Ferdinand Domela Nieuwenhuis et Ivan Illich en sont les figures les plus marquantes.
Selon Ellul, « Tout cela, que l’on voit (le conformisme, le conservatisme social et politique des Églises ; le faste, la hiérarchie, le système juridique des Églises ; la « morale » chrétienne ; le christianisme autoritaire et officiel des dignitaires des Églises…), c’est le caractère « sociologique et institutionnel » de l’Église, […] ce n’est pas l’Église. Ce n’est pas la foi chrétienne. Et les anarchistes avaient raison de rejeter ce christianisme ». Par ailleurs, l'anarchisme est pour Ellul « la forme la plus aboutie du socialisme ».
L'« anarcho-personnalisme » exprimé par Emmanuel Mounier et les « pédagogues de la libération » comme Paulo Freire au Brésil et Jef Ulburghs en Belgique partagent des racines avec ce courant. Simone Weil y fut sensible.
Aux États-Unis, le mouvement Jesus Radicals s'inscrit dans cette mouvance.

### Courants non violents

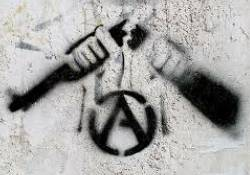
Le fusil brisé, symbole de l'anarchisme non violent.

L'anarchisme non violent est un mouvement dont le but est la construction d'une société refusant la violence. Les moyens utilisés pour arriver à cette fin sont en adéquation avec celle-ci : écoute et respect de toutes les personnes présentes dans la société, choix de non-utilisation de la violence, respect de l'éthique (la fin ne justifie jamais les moyens), place importante faite à l'empathie et à la compassion, acceptation inconditionnelle de l'autre.
Apolitique, profondément humaniste, il vise à rassembler les hommes et les femmes pour construire une société où chacun puisse se réaliser (la société est au service de l'individu) et en même temps incite l'individu à collaborer, à contribuer au bien-être de tous les acteurs de la société (l'individu est au service de la société),.
Personnalités marquantes : Léon Tolstoï, Louis Lecoin, Barthélemy de Ligt, May Picqueray, Jean Van Lierde.

### "Anarchisme" de droite
L'anarchisme de droite est un courant littéraire français qui regroupe des auteurs s'opposant aux formes gouvernementales traditionnelles comme la démocratie, la république, le pouvoir des intellectuels et le conformisme. Il s'agit donc d'une attitude et d'une esthétique plutôt que d'une idéologie structurée, qui se cristallise autour de valeurs « de droite » telles que l'anti-égalitarisme aristocratique, l'individualisme et l'esprit« libertin ». Certains auteurs s'en revendiquent ou y sont rattachés. C'est le cas de Louis-Ferdinand Céline, Paul Léautaud, François Richard ou Michel-Georges Micberth. Plutôt que de dénoncer la hiérarchie, l' "anarchisme" de droite, dont le rattachement à l'anarchisme est douteux, controversé et en rupture avec l'histoire libertaire, se rapproche plus du libertarianisme et du libéralisme capitaliste dans une version plus extrême, car il veut abolir l'État dans une optique de suppression de la solidarité et de toute forme d'égalitarisme. D'extrême droite plus que d'extrême gauche, rejoignant l'anarchisme par la défiance antiétatique et contre les institutions systémiques portées à leur paroxysme radical, cette idéologie peu structurée s'oppose radicalement à la vision libertaire plus communautaire de la société et de l'économie, qui valorise une collectivité autogérée où la liberté de l'individu est cependant la valeur fondamentale face à l'oppression que peut favoriser le communisme, mais s'imbrique avec l'égalité.

### Crypto-anarchisme
Le crypto-anarchisme s'intéresse à l'étude et au combat de toutes les formes de cyber-pouvoirs de domination engendrées par le statu quo technologique de l'internet militarisé actuel. Les crypto-anarchistes prônent la démilitarisation et la libération totale du cyber-espace et de l'ensemble de ses technologies, de telle sorte qu'ils ne produisent plus de cyber-pouvoirs de domination sur les peuples. Ainsi, le crypto-anarchisme est réellement un prolongement naturel et transverse de tous les courants de pensée anarchistes, qui furent tous inventés et conceptualisés dans un contexte historique où le cyber-espace et les réseaux de télécommunication n'existaient pas, c'est-à-dire dans un contexte où la notion de cyber-pouvoir n'existait pas.

### Autres courants

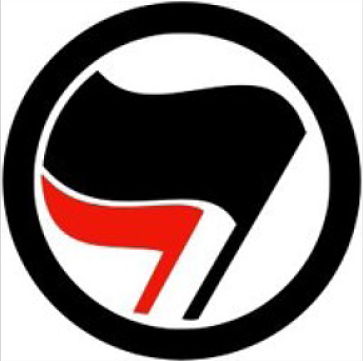
Logo Action antifasciste.

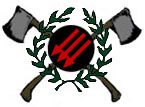
Logo du Red and Anarchist Skinheads.

Au XXe siècle, des courants nouveaux apparaissent, moins connus ou ayant leur autonomie propre, et n'entrant pas dans le cadre des tendances existantes. Ces différents courants/tendances se rejoignent dans la volonté de mettre en place une société libertaire, où la liberté politique serait la règle. C'est surtout après la Seconde Guerre mondiale qu'apparaissent d'autres courants dans différents domaines : politiques, philosophiques et littéraires. Ils se démarquent parfois assez radicalement des doctrines anarchistes classiques.
- L'agorisme est une philosophie qui prône l’autonomie et les échanges volontaires via des marchés libres jouant sur les zones noires et grises, afin de contourner l’État et favoriser une société sans oppression centralisée.
- L'anarchisme épistémologique est un mouvement qui s'oppose à l'autoritarisme intellectuel et politique s'appuyant sur la transmission coercitive du savoir, la hiérarchie intellectuelle et la censure, et qui prône au contraire la liberté de pensée et d'expression, la diversité de pensée et de culte, et la libre adhésion aux idées (auteur : Paul Feyerabend).
- L'anarcho-punk est un courant musical, culturel et politique influencé par l'anarchisme et le mouvement punk.
- L'anarchisme queer qui cherche à radicaliser le mouvement LGBTI d'un côté, et de l'autre à « queeriser » les réseaux anarchistes à travers la mise en avant des questions d'homophobie et de transphobie.
- L'anarcho-transhumanisme, en opposition à l'anarcho-primitivisme, vise à ce que l'on puisse étendre les libertés physiques autant que l'on viserait à étendre les libertés sociales. Cette doctrine anticapitaliste postule que la liberté sociale est liée à la liberté matérielle et que la liberté est la capacité de comprendre ce qui nous entoure et d'en tirer des connaissances. La réflexion autour de la technologie et de l'anarchisme est également importante au sein de cette pensée[84],[17],[85].
- Cyber-anarchisme : certains courants et penseurs anarchistes s'intéressent à l'intérêt d'allier cybernétique, cyber-socialisme et anarchisme. Dans sa théorie de l'écologie sociale, Murray Bookchin présente l'intérêt de la cybernétique pour la pensée libertaire et démocratique, notamment dans son article de 1965 intitulé Vers une technologie libératrice où il souhaite « une technologie au service de la vie »[86]. Également, Thomas Swann, maître de conférences en théorie politique à l'université de Loughborough, propose l'idée d'un anarchisme cybernétique en s'inspirant notamment des travaux de Stafford Beer et du projet Cybersyn[87].

Drapeau de l'anarcho-transhumanisme.

### Conflits entre courants
Les tendances de l'anarchisme historique (socialiste, syndicaliste, proudhonien, communiste et individualiste stirnerien) sont également les plus actives politiquement et idéologiquement, et les mieux organisées. Elles peuvent en outre revendiquer un héritage historique très riche, qui s'est construit au fil des décennies autour d'un militantisme et d'un activisme très vivaces. Elles constituent encore de nos jours le noyau dur de l'anarchisme actif, et une majorité d'anarchistes considère que ce sont les seuls mouvements qui peuvent légitimement revendiquer l'appellation d'anarchisme. Ce sont ces mêmes courants qui s'associent parfois pour faire front commun au sein d'organisations synthésistes.
Au sein du mouvement libertaire, d'autres courants non traditionnels sont plus ou moins bien accueillis (selon les tendances), certains étant considérés comme un enrichissement de l'anarchisme, d'autres non. Néanmoins, les diverses tendances se rejettent parfois mutuellement, les individualistes pouvant rejeter la composante socialiste et réciproquement (notamment dans le cas d'une organisation politique de type plateformiste).
Pour les courants libertaires , les idéologies se réclamant de l'anarchisme, tout en y étant diamétralement opposées, tels que le national-anarchisme, l'anarcho-capitalisme et l'anarchisme de droite sont rejetés, considérant que les idées de ces mouvements sont extérieures à l'anarchisme politique et historique et qu'elles n'ont aucun point commun avec les leurs, qu'elles leur sont fondamentalement opposées. Les nationalistes anarchistes sont pointés du doigt pour leur positionnement politique à l'extrême-droite (proche du néonazisme) ou l'incompatibilité de défendre le nationalisme et l'internationalisme. L'anarchisme de droite est critiqué pour son incohérence et son inexistence en tant que mouvement politique. Les critiques à l'égard des anarcho-capitalistes contestent la possibilité de combiner l'anarchisme et le capitalisme, ce dernier étant considéré par eux comme une source majeure d'exploitation. L'anarchisme chrétien est critiqué par ceux qui estiment que la religion est source d'oppression et d'aliénation.
Des courants récents de l'anarchisme tels que l'anarcho-primitivisme et l'anarcho-transhumanisme sont également en conflit sur des sujets liés à la technologie, à la science et à la liberté morphologique,.

## Expériences historiques auXIXesiècleet avant-guerre

### Organisations primitives apparentées
De nombreux peuples dits primitifs, généralement des chasseurs-cueilleurs comme les Aeta, mais aussi des agriculteurs comme les Papous, sont dépourvus de structures d'autorité et le pouvoir de coercition n'y est pas considéré comme légitime (voir les travaux de l'anthropologue et ethnologue français Pierre Clastres).

### Propagande par le fait
La « propagande par le fait », à ne pas confondre avec l'action directe, est une stratégie d'action politique développée par certains anarchistes à la fin du XIXe siècle en association avec la propagande écrite et verbale. Elle proclame le « fait insurrectionnel », moyen de propagande le plus efficace et vise à sortir du terrain légal pour passer d'une « période d’affirmation » à une « période d’action », de « révolte permanente », la « seule voie menant à la révolution ». Les actions de propagande par le fait utilisent des moyens très divers dans l'espoir de provoquer une prise de conscience populaire. Elles englobent les actes de terrorisme, les actions de récupération et de reprise individuelle, les expéditions punitives, le sabotage, le boycott, voire certains actes de guérilla. Bien qu'ayant été largement employé au niveau mondial (sont notamment assassinés le président français Sadi Carnot, celui des États-Unis William McKinley ou encore l'impératrice Sissi), le recours à ce type d'action est resté un phénomène marginal dénoncé par de nombreux anarchistes. À la suite d'un bilan critique, cette pratique est abandonnée au début du XXe siècle au profit de l'action syndicale.

### En périodes révolutionnaires

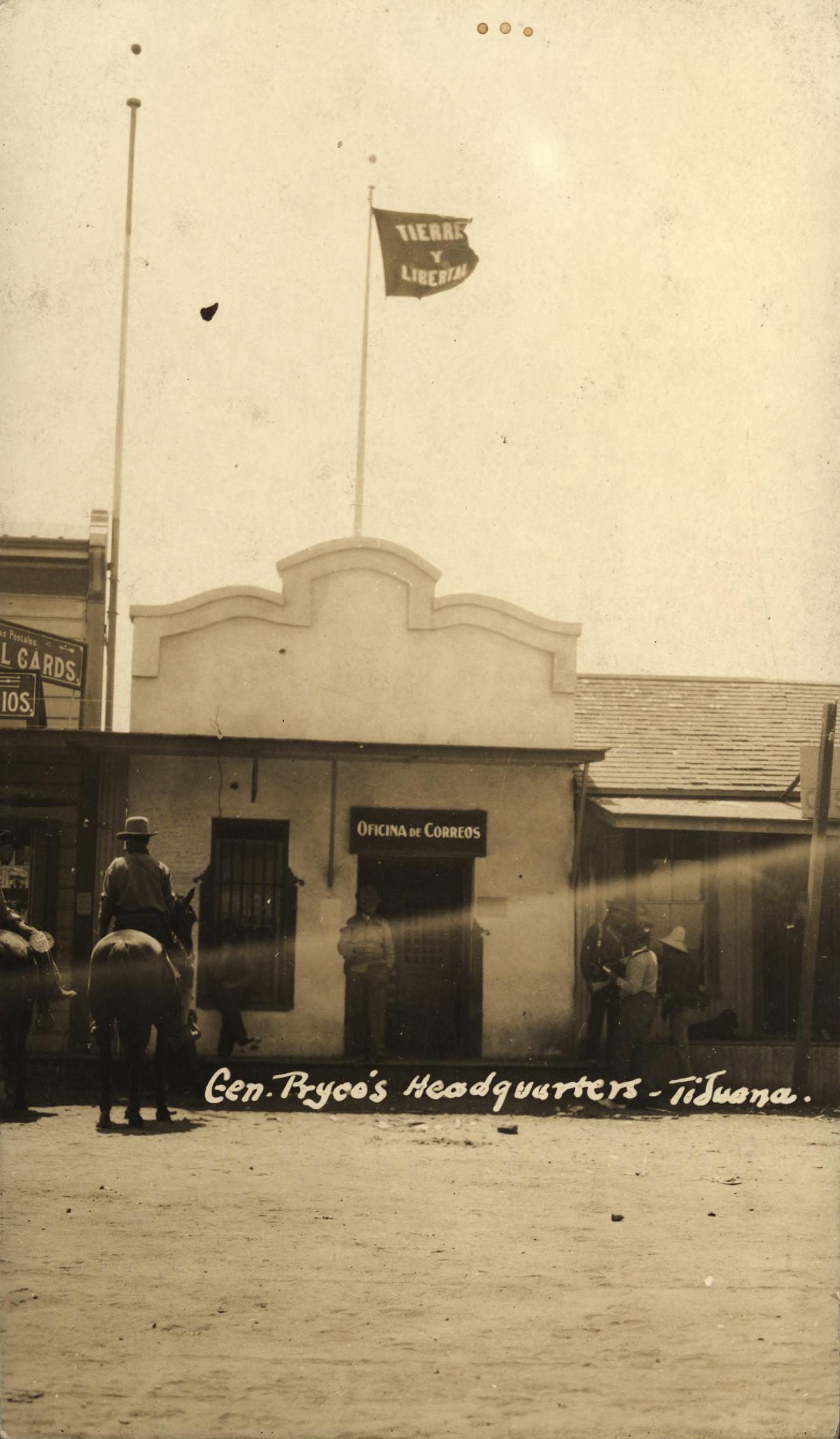
Drapeau Tierra y Libertad au-dessus de Tijuana, prise par les combattants du Parti libéral mexicain, le 8 mai 1911.

Les « Enragés » pendant la Révolution française comptent peu d'anarchistes, à l'exception de quelques individualités, notamment Jean-François Varlet.
Durant la Commune de Paris en 1871 on mentionne parfois Louise Michel, qui n'était alors pas anarchiste mais blanquiste.
La collectiviste Nathalie Lemel, Élie et Élisée Reclus, ou encore d'autres militants n'étaient pas anarchistes à l'époque. Ce n'était pas le cas non plus d'Eugène Varlin, Gustave Lefrançais, Charles Ledroit, Jules Montels, François-Charles Ostyn, ou Jean-Louis Pindy, même si certains anarchistes comme Maurice Joyeux voient un lien avec l'anarchisme.
En 1873, la révolution cantonale pendant la première République espagnole eut une forte influence sur le mouvement anarchiste espagnol.

#### Révolution mexicaine
En 1911, Le 29 janvier, le Parti libéral mexicain (PLM) d'obédience anarchiste, planifie l'invasion du territoire de Basse-Californie du Nord, pour en faire une base opérationnelle dans la guerre révolutionnaire. Le parti déclare alors la création de la « république socialiste de Basse-Californie ».
De février à juin 1911 il prend contrôle, notamment grâce aux frères Flores Magón et avec l'aide d'une centaine d'internationalistes armés membres du syndicat Industrial Workers of the World (Travailleurs Industriels du monde), de la majeure partie du district nord du territoire de Basse Californie, notamment des bourgades de Tijuana (100 habitants), Mexicali (300 habitants), et Tecate. Les magonistes incitent le peuple à prendre possession collectivement de la terre, à créer des coopératives et à refuser l'établissement d'un nouveau gouvernement. Durant cinq mois ils vont faire vivre la Commune de Basse-Californie :  expérience de communisme libertaire avec abolition de la propriété, travail collectif de la terre, formation de groupes de producteurs, etc.

#### Révolution russe
Pendant la révolution russe, en Ukraine, Nestor Makhno conduit la Makhnovchina pendant trois ans (1918-1921), une armée anarchiste de guérilla organisée sur la base du volontariat, et qui comptera jusqu'à 100 000 combattants ayant pour objectif de protéger le nouveau modèle révolutionnaire libertaire mise en place dans le sud de l'Ukraine. Cette dernière combattit avec succès les armées blanches au côté de l'armée rouge, avant d'être trahie par Lénine et Trotsky qui se retournèrent contre elle (voir : Armée révolutionnaire insurrectionnelle ukrainienne). Par ailleurs, en Russie, la pensée libertaire était fortement présente lors de la Révolte de Kronstadt (mars 1921) et plus généralement dans les Soviets jusqu'à leur mise au pas par le parti bolchevique.

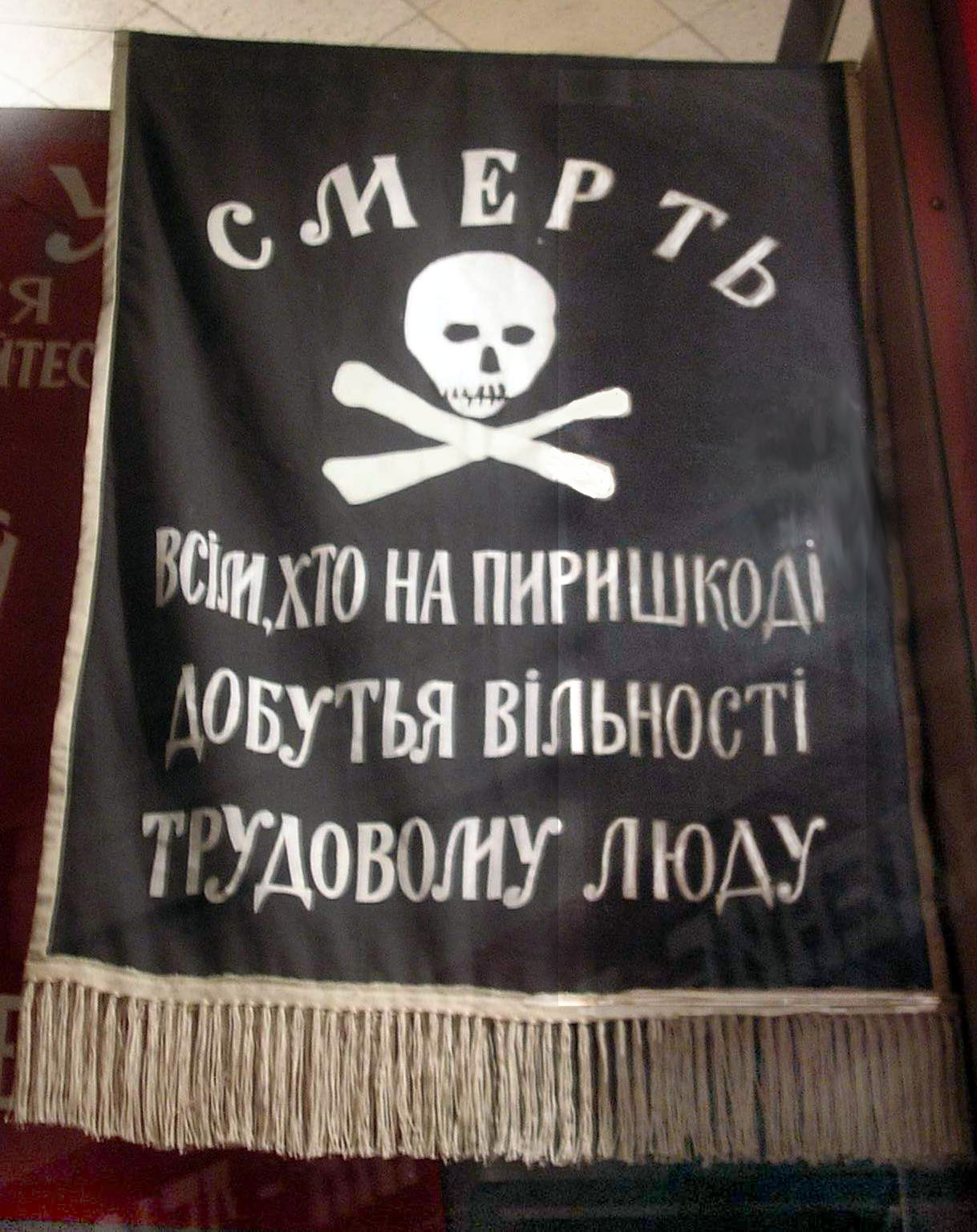
Drapeau attribué à la Makhnovtchina (1918-1921), musée de Houliaïpole.

#### République des conseils de Bavière
En Bavière, en 1919, les anarchistes Gustav Landauer et Erich Müsham participent activement à la république des conseils de Bavière.

#### Association du Peuple Coréen en Mandchourie (APCM)
En Mandchourie, en août 1929, sous l'impulsion de Kim Jwa-jin et de la Fédération Anarchiste Coréenne en Mandchourie, se forme une administration à Shimmin (une des trois provinces mandchouriennes). Organisée en tant qu'Association du Peuple Coréen en Mandchourie (APCM), elle se présente comme « un système indépendant autogouverné et coopératif des coréens qui rassemblent tout leur pouvoir pour sauver notre nation en luttant contre le Japon ». La structure était fédérale allant des assemblées de villages jusqu'à des conférences de districts et de zones. L'association générale mit en place des départements exécutifs pour s'occuper de l'agriculture, de l'éducation, de la propagande, des finances, des affaires militaires, de la santé publique, de la jeunesse et des affaires générales.

#### Ghadar (1914)
En 1914, le Mouvement Ghadar et le parti nationaliste indien Ghadar, animés par l'anarchiste Lala Har Dayal Mathur, l'un de fondateur de l'institut Bakounine de Californie, développent une idée de société anarchiste enracinée dans les écrits védiques.[réf. souhaitée]

#### Révolution sociale espagnole de 1936
Lors de la révolution espagnole de 1936-38, des régions entières (Catalogne, Andalousie, Levant, Aragon) se soulevèrent contre le coup d'état franquiste, et, par l'impulsion du prolétariat armé et organisé en milices révolutionnaires sous l'égide de la CNT et de la FAI, instaurèrent un régime politique et économique communiste libertaire. La ville de Barcelone, ou l'anarchisme se trouve particulièrement bien implanté, deviendra alors le symbole de la révolution, avec des centaines d'usines, de transports, de restaurants, d’hôpitaux, d’hôtels, ou d'autres entreprises collectivisées passant au modèle autogestionnaire. Plusieurs colonnes de combattants anarchistes seront également formées pour partir au front, la plus célèbre sera la Colonne Durruti qui regroupa 6 000 volontaires. Cette expérience reste à ce jour la plus importante mise en place d'un système politique libertaire à grande échelle.

#### Carrare
Durant la guerre 1939-45 en Italie, création par des résistants d'une république libertaire près de Carrare.

### En périodes non révolutionnaires
- L'État libre islandais (Þjóðveldisöld en islandais) de 930 à 1262 avec l'Althing et les goðar[réf. nécessaire].
- Au Brésil, en 1891, dans le Paraná, création de la Colônia Cecília.
- Au Paraguay, en 1896, création de la coopérative Cosme.
- Au Mexique, en 1881, création de la métropole socialiste d'occident.
- En Espagne, début du XXe siècle, création de La Escuela moderna par Francisco Ferrer. Le mouvement s'internationalise grâce aux Modern school.
- En Angleterre, en 1921, fondation de la Summerhill School par Alexander Sutherland Neill.
- En Espagne, maquis urbains anti-franquistes entre les années 1940 et 1960 avec des figures telles que Francisco Sabaté Llopart et José Luis Facerias.
- En France, fin XIXe siècle et début XXe siècle, création de diverses colonies libertaires (Colonie libertaire de Ciorfoli, La Clairière de Vaux, Libertaire-Plage, etc.).
- En France, en 1880 création de l'orphelinat de Cempuis, et en 1904 de l'école libre La Ruche (près de Rambouillet).
- En Suisse, Dans les années 1870, la Fédération jurassienne était la représentante de l’anarchisme en Suisse. Acquise aux idées libertaires de Mikhaïl Bakounine, elle s’affirme durant une décennie comme la figure de proue de l’Internationale antiautoritaire.
- En Nouvelle-France, entre 1663 et 1755, 300 personnes s'établissent dans la région de l'Acadie[95]. Cette région se démarque par des structures économiques et sociales liées à la pêcherie. Ces dernières sont importantes dans la création d’une identité acadienne basée sur une régulation sociale populaire couplée à grande solidarité communautaire[96].

### Sur ces diverses périodes expérimentales
L'échec de ces expériences sera dû, selon les anarchistes, à plusieurs facteurs, externes ou internes au mouvement anarchiste, dont la situation politique internationale défavorable, le trop faible soutien populaire ou international, la répression, les contraintes inhérentes à une situation de guerre révolutionnaire, les entraves de jacobins, de bolcheviks (pour les Soviets en Russie), de staliniens lors de la Guerre d'Espagne.
Ces expériences parviennent toutefois à réaliser, selon les anarchistes, de nombreux principes anarchistes, en particulier en matière d'éducation libre, de libre collectivisation des terres et des usines, de liberté politique, etc.

## Expériences historiques après 1945

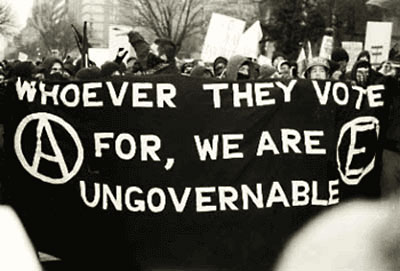
« Peu importe pour qui ils votent, nous sommes ingouvernables ».

### En France
Plusieurs militants de la révolte étudiante de mai 1968 en France ayant participé au Mouvement du 22 Mars et au Gauchisme dans les années qui suivent ont été d'abord anarchistes ou le sont restés, comme Jean-Pierre Duteuil.

#### La Fondation de l'UGAC en 1965
La création en 1960 de l’UGAC (Union des Groupes Anarchistes Communistes), d’abord comme une simple tendance de la Fédération anarchiste, puis comme un groupe autonome en 1964 fait augmenter fortement l'implantation des anarchistes mais aussi les tensions internes à ce courant. Cette fraction marxisante (que Joyeux accuse d'être liée au parti communiste (Suisse)) se retire de la F.A après le congrès de Paris.

#### La Fondation de la LEA en 1963-1964
Créée, la même année universitaire, en 1963-1964, a LEA (Liaison des Étudiants Anarchistes) n'apparaît que plus tard, en décembre 1965, à l’université de Nanterre. Elle débute à la Sorbonne : l'anarchiste espagnol Tomás Ibáñez s'inscrit en 1963-1964 à la Sorbonne au département psycho, place forte parisienne des lambertistes, le Comité de liaison des étudiants révolutionnaires (CLER) y étant dirigé par Claude Chisserey. Ce dernier le présente à Richard Ladmiral, membre de Noir et Rouge, ami de Christian Lagant, que Tomás Ibáñez avait connu au camping libertaire international de Beynac. Tous deux décident d’imiter les lambertistes, en créant eux aussi une « liaison étudiante », mais anarchiste cette fois, la Liaison étudiante anarchiste ou LEA.
Richard Ladmiral et Tomás Ibáñez entament une collaboration assez étroite avec la « Tendance syndicaliste révolutionnaire » impulsée par les lambertistes de l'UNEF, sur le modèle de l’alliance tissée dans la région de Saint-Nazaire entre anarcho-syndicalistes – dont Alexandre Hébert était la figure de proue – et lambertistes. En Mai 68 à Nantes, des ouvriers "lambertistes" seront aux débuts du mouvement de grève générale de Mai 68.
La LEA décide à la fin de l’été 1964 d'acquérir une envergure nationale, par un communiqué dans Le Monde libertaire convoquant une réunion, en octobre, à son local de la rue Sainte-Marthe: une douzaine d’étudiants, y viennent, parmi eux, Jean-Pierre Duteuil et Georges Brossard – fraichement inscrits à la nouvelle université de Nanterre. Venu du lycée de Nanterre, Jean-Pierre Duteuil participé à l’envahissement de la pelouse lors d’un match de rugby à Colombes entre la France et l’Angleterre devant les caméras de télévision mais a aussi rencontré des militants anarchistes italiens en Italie. La LEA Nanterre prône l'interruption de cours, le refus systématique de tout pouvoir, fût-il symbolique, et la critique virulente du contenu de l’enseignement.
Au niveau national, la LEA est proche de la revue Noir et Rouge, animée notamment par Christian Lagant, Frank Mintz, Richard Ladmiral, Jean-Pierre Poli, Pascale Claris et Pierre Tallet.

#### La création du Comité de liaison des jeunes anarchistes
La création du Comité de liaison des jeunes anarchistes fédéra des militants de diverses organisations (FA, UGAC, Noir et Rouge, inorganisés) et Jean-Pierre Duteuil entra en 1966 au comité de rédaction du Monde libertaire et édita l’Anarcho de Nanterre, ronéoté.

### Congrès de 1965 et 1967
Entre-temps, la Fédération Anarchiste avait adopté à son congrès de 1965 une motion en faveur du Mouvement Libertaire Cubain en Exil, critiquant ouvertement le régime castriste, pourtant une référence parfois même chez les communistes libertaires de la Fédération Anarchiste. Cette dernière a procédé à l’expulsion de nombreux groupes et individus proches du communisme et du situationnisme au congrès de Bordeaux de mai 1967, en particulier ceux de LEA (Liaison des Étudiants Anarchistes), ou encore le CLJA (Comité de Liaison des Jeunes Anarchistes) qui fédérait LEA et d'autres groupes.
Ce congrès de Bordeaux voit le départ d’une douzaine de groupes. Alors que la FA était passée de 47 groupes en 1966 à 67 groupes l'année suivante elle revient, à la suite de ce congrès, à 47 groupes. Les expulsés, parmi lesquels Jean-Pierre Duteuil, se fédérèrent pour un temps sous le nom de « l’Hydre de Lerne». D'autres fonderont l'Organisation révolutionnaire anarchiste.
Ils vont alors se rapprocher, en particulier au sein de l'UNEF puis du Mouvement du 22 Mars, des trostskystes de la JCR (Jeunesse communiste révolutionnaire, trotskystes), et des maoïstes de l’UJCML (Union des Jeunesses Communistes Marxistes-Léninistes). L'UGAC défend ainsi alors une politique « frontiste » fondée sur des alliances avec des mouvements maoistes ou trotskystes.
C'est aussi l'époque du départ des JAC (Jeunesses Anarchistes Communistes), créées en 1967, très actives dans les lycées parisiens, fin 1967 puis début 1968 via les Comités d’Actions Lycéens (CAL). L’UGAC produit de son côté dès 1966 une "Lettre au mouvement anarchiste international" affirmant sa conviction que l'anarchisme doit être une simple composante du mouvement révolutionnaire et elle publie à partir de 1968 le journal Tribune Anarchiste Communiste (TAC).
Un premier "Groupe anarchiste de jeunes", avait été fondé au lendemain du
camping international libertaire organisé par la FIJL en 1965 à Aiguilles, dans le Queyras,.

### Au Danemark
Le mouvement des communautés libertaires se poursuit, notamment à Copenhague au Danemark, avec la commune libre Christiania, un squat autonome/autogéré au niveau d'un quartier. La mise en place d'Écovillages : agglomérations, généralement rurales, ayant un projet d'autosuffisance variable, reposant sur un modèle économique alternatif telle la Coopérative européenne Longo Maï. L'écologie y est prépondérante.
Dans les années 1980, des libertaires sont présents dans le mouvement des radios libres, en Belgique comme en France avec Radio libertaire.

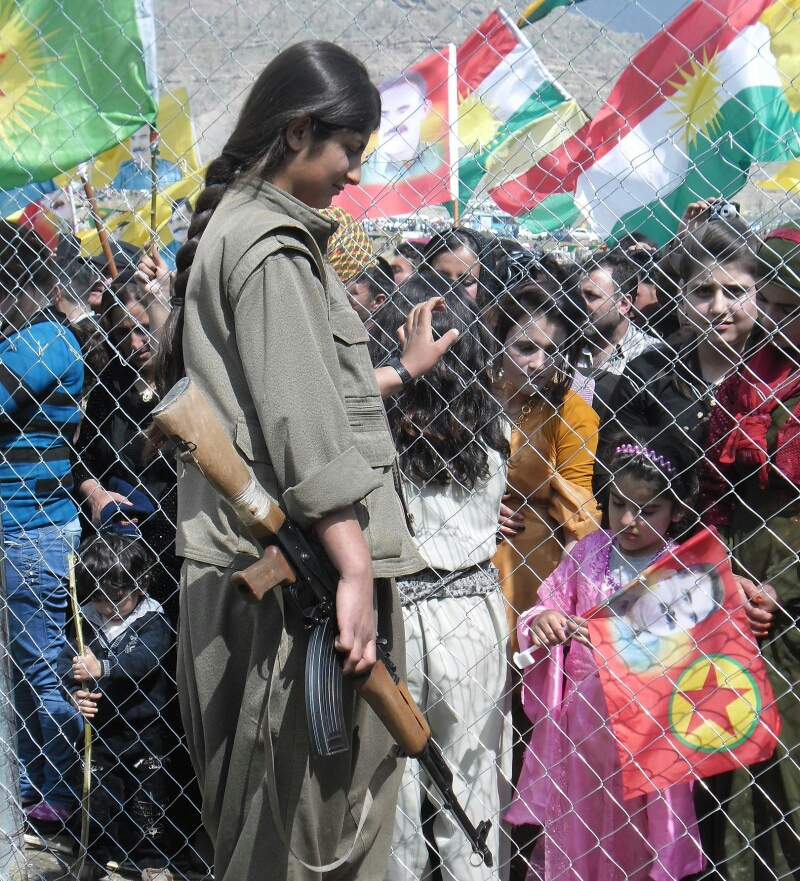
Une combattante du PKK en 2014.

Dans les années 1990, Hakim Bey introduit le concept de Zone autonome temporaire (Temporary Autonomous Zone - TAZ) interprété comme une forme d'organisation permettant d'accéder à l'anarchie.

### Mexique
En 1994, au Mexique, insurrection zapatiste du Chiapas. Sur des bases idéologiques d'orientation socialistes autogestionnaires l'EZLN prend les armes contre l’État mexicain et déclare l'autonomie des territoires indigènes de la région. À partir de décembre 1994, les zapatistes constituent peu à peu des communes autonomes, indépendantes de celles gérées par le gouvernement du Mexique. Ces communes mettent en œuvre des pratiques d'autogestion et de communalisme tel que des services de santé gratuits, la socialisation des terres, des écoles là où il n'en existait pas et un système de justice et de police communale.
Selon Roy Krøvel, « les anarchistes internationaux et les Zapatistes ont formé un mouvement global de solidarité qui est devenu, à son tour, une inspiration majeure du mouvement global contre le néolibéralisme ». Le zapatisme a été influencé par la pensée de Michel Foucault, bien connue du sous-commandant Marcos.

### États-Unis
En 1999 à Seattle, lors du contre-sommet de l'OMC, un black bloc est médiatisé au niveau international. Un black bloc désigne autant une tactique de manifestation, une forme d'action directe collective que des groupes d'affinité aux contours éphémères,. Avant et après une action, un Black Bloc n’existe pas. Sans organigramme, ni porte-parole, il est principalement constitué d'individus tout de noir vêtus pour se fondre dans l'anonymat, c'est un espace décentralisé, sans appartenance formelle ni hiérarchie. Il est formé principalement d'activistes issus des mouvances libertaires.

### Kurdistan
En 2006, à la mort de Murray Bookchin, le Parti des travailleurs du Kurdistan (PKK) s'engage à fonder la première société basée sur un confédéralisme démocratique inspiré des réflexions du théoricien de l’écologie sociale et du municipalisme libertaire. Le 6 janvier 2014, les cantons du Rojava, dans le Kurdistan syrien, se fédèrent en communes autonomes. Elles adoptent un contrat social qui établit une démocratie directe et une gestion égalitaire des ressources sur la base d’assemblées populaires. C’est en lisant l’œuvre de Murray Bookchin et en échangeant avec lui depuis sa prison turque, où il purge une peine d’emprisonnement à vie, que le dirigeant historique du mouvement kurde, Abdullah Öcalan, fait prendre au Parti des travailleurs du Kurdistan (PKK) un virage majeur pour dépasser le marxisme-léninisme des premiers temps. Le projet internationaliste adopté par le PKK en 2005, puis par son homologue syrien, le Parti de l'union démocratique (PYD), vise à rassembler les peuples du Proche-Orient dans une confédération de communes démocratique, multiculturelle et écologiste,.
En 2007, une Metaversial Anarchist Federation est créée dans le monde virtuel de Second Life par des militants de divers pays.

### Période actuelle

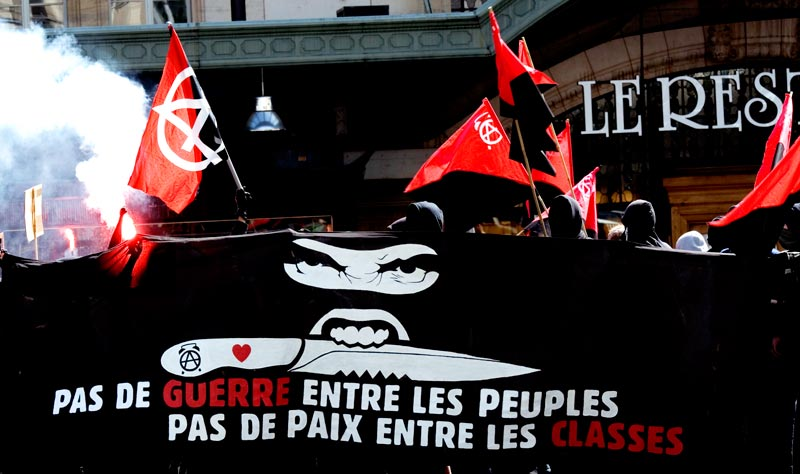
Black bloc lors de la journée internationale des travailleurs à Lausanne (Suisse), le 1er mai 2008.

Aujourd'hui, les anarchistes se sont organisés dans une multitude de groupes (fédération, collectif, groupe d'affinité informel, organisations, journaux, syndicat, international, etc) et sont présents dans plusieurs mouvements sociaux non spécifiquement libertaire, sur des terrains aussi divers que :
- La lutte politique : Fédération anarchiste, Union Communiste Libertaire
- Les journaux et médias : Le Monde libertaire, Alternative Libertaire, Résistances Libertaires, Le Combat syndicaliste, Indymedia
- Le syndicalisme révolutionnaire et l'anarcho-syndicalisme : AIT, IWW, CGT, CNT, FORA, SAC, Solidaires
- Le féminisme libertaire : Mujeres Creando, La Alzada, Ainsi squattent-elles !, Les Sorcières
- Les nouveaux mouvements sociaux : Collectif contre les expulsions, Droit au logement
- La protection de l'environnement : ZAD, Mouvement antinucléaire
- L'antifascisme : REFLEXes, Action antifasciste
- L'alternativisme : S!lence, B17 Nantes
- L'autogestion : La Conquête du pain, Les Coopératives intégrales
- La contre-culture : Infokiosque, Do it yourself
- Le soutien aux émigrés et aux réfugiés : No Border[117], etc.
- La lutte insurrectionnelle : Black bloc, mouvement autonome
- La lutte armée : Conspiration des cellules de feu, Fédération anarchiste informelle
- La lutte révolutionnaire militaire : Bataillon international de libération, Forces révolutionnaires internationales de guérilla
- Le confédéralisme municipal basé sur les pensées de Murray Bookchin : Mouvement Municipal[118]

## Art, culture et esprit anarchiste
L'anarchisme a depuis longtemps des liens avec les arts créatifs, en particulier la peinture, la musique et la littérature. L'influence de l'anarchisme dans l'art n'est pas qu'une question d'imagerie spécifique ou de figures publiques propres à l'anarchisme, mais peut être vue comme une approche vers l'émancipation totale de l'homme et de l'imagination.
Dès le XIXe siècle, des liens sont tissés entre artistes et anarchistes. Gustave Courbet est l’ami de Pierre-Joseph Proudhon. Entre 1880 et 1914, nombreux sont les artistes et les écrivains qui s’intéressèrent à l’anarchisme. Ils collaborent à des revues ou font parfois don de certaines œuvres. On peut citer les noms de plusieurs peintres : Camille Pissarro, Paul Signac, Maximilien Luce et Henri-Edmond Cross, ou le critique d'art Félix Fénéon.
Plus significativement, l'esprit libertaire se retrouve dans les œuvres du mouvement dadaïste et du surréalisme.
Dans le monde francophone, des personnalités comme Albert Camus,,, André Breton, Jacques Prévert, Boris Vian,, Robert Desnos ou Étienne Roda-Gil marquent le champ culturel d'une empreinte libertaire. Il en est de même dans le cinéma, avec Jean-Pierre Mocky ou Luis Buñuel.
De manière plus directe, c'est en Espagne que la propagande artistique au service de l'anarchisme et de la révolution sociale connaîtra un immense essor pendant la période de la guerre civile, à travers de très nombreuses affiches syndicales et militaires, ou encore même, par le théâtre libertaire et le cinéma de reportage.
L'anarchisme ne s'exprime pas uniquement à travers un mouvement structuré ou une œuvre. Il peut aussi se manifester dans un état d'esprit, qu'on retrouve dans l'engagement libertaire de Georges Brassens ou à la rédaction des journaux satiriques comme Hara Kiri ou encore Charlie Hebdo. À propos de ces derniers, Michèle Bernier, la fille du professeur Choron, définit cet esprit anarchiste de la manière suivante : « Des mécréants, de joyeux anars sans Dieu ni maître. C’était l’humour à plein pot fait par des gens extrêmement drôles et intelligents ».
On peut aussi évoquer l'esprit anarchiste de militants plus ou moins anonymes, comme Constant Couanault, ouvrier des cuirs et peaux en région parisienne, secrétaire adjoint de la Confédération générale du travail - Syndicaliste révolutionnaire (CGTSR) dans les années 1930 et qui a sauvé des enfants juifs pendant la Seconde Guerre mondiale. Indépendamment de son militantisme, son attitude peut s'interpréter sous les traits de l'esprit anarchiste : "Constant (Couanault) envoie bouler tel voisin antisémite, Constant bouffe du curé et du patron, Constant houspille les gosses froussards.".

## Critiques
Selon le philosophe et historien des idées politiques d'orientation libérale Philippe Nemo, une société anarchiste est impossible à la fois sur le plan théorique et dans la pratique. Il constate que, tout au plus, on a pu observer uniquement « de brefs exemples historiques » mais aucune réalisation durable. Il estime que cette impossibilité est définitive en se basant sur les questions posées au XIXe siècle par Lord Acton concernant la politique : qui doit exercer le pouvoir et quelles doivent être ses limites. Selon lui, la réponse anarchiste, en particulier des anarchistes socialistes, qui réunit un pouvoir sans limitation, exercé par le peuple dans son ensemble, sans que ce pouvoir soit confisqué par un individu ou un groupe d'individus, est fondamentalement instable. Pour Nemo, cette solution ne peut pas durer car elle tend à devenir soit un système totalitaire (prise de contrôle du pouvoir par un individu ou un groupe) soit une démocratie libérale (limitation des pouvoirs exercés par tous). À l'inverse de la réponse anarchiste, selon Nemo, ces deux réponses sont stables puisque, dans le premier cas, les pouvoirs de l'État sur tous permettent facilement son maintien au pouvoir, tandis que dans le second, le « libéralisme rend possible l'existence d'opposants politiques, faisant vivre la démocratie ».
Le politiste Édouard Jourdain, indique que « Dans la lignée de la réception aux États-Unis de la French Theory, marquée principalement par des auteurs comme Foucault, Deleuze et Derrida, certains théoriciens ont entrepris de critiquer un anarchisme marqué par la philosophie des Lumières en se tournant vers le post-structuralisme ou le postmodernisme ». Ainsi selon Jourdain, des auteurs tels que Saul Newman (en) et Todd May (en) se réclamant du postanarchisme critiquent des conceptions de « l'anarchisme classique ». Une d'entre elles concerne la conception essentialiste de la nature humaine et de la subjectivité : celle-ci étant par essence bonne, l’abolissement du pouvoir en réalisant l'humanité "naturelle" permettrait une société harmonieuse.

### Dictionnaires
- L’Encyclopédie anarchiste initiée par Sébastien Faure, 1925-1934, texte intégral, lire en ligne.
- Roger Boussinot, Les Mots de l'anarchie, Éditions Delalain, 1983.
- Michel Ragon, Dictionnaire de l'Anarchie, Albin Michel, 2008, lire en ligne.
- Claude Pennetier (dir.), Dictionnaire des anarchistes, Éditions de l'Atelier, 2014, rechercher en ligne.
- Michel Perraudeau, Michel Onfray, Éloge des libertaires : les 100 mots du libertarisme, Autrement, 2016,  (ISBN 978-2746738041), présentation éditeur.
- Christine Bard et Sylvie Chaperon (Notice rédigée par Sophie Kérignard), Dictionnaire des féministes : France, XVIIIe – XXIe siècle, Paris, Presses universitaires de France, 2017, 1700 p. (ISBN 978-2-13-078720-4, OCLC 972902161, lire en ligne).

### Histoire

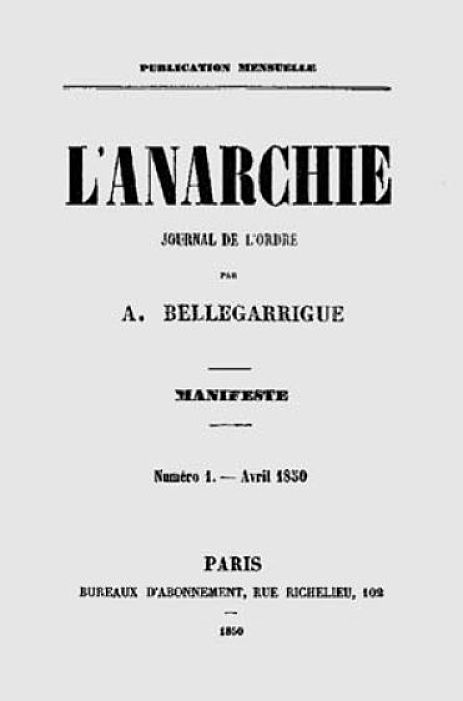
L'Anarchie, journal de l'ordre, édité par Anselme Bellegarrigue, premier numéro, avril 1850.

- Pierre Ansart, préf. Freddy Gomez, Naissance de l'anarchisme, L'Échappée, mars 2025, 384 pages,  (ISBN 9782373091700), présentation éditeur.
- Henri Arvon, L'Anarchisme, Presses universitaires de France, coll. « Que sais-je ? », 1951.
- Gerald Brenan, Le Labyrinthe espagnol, origines sociales et politiques de la Guerre civile, Éditions Ruedo Ibérico, 1962.
- Daniel Guérin, L'Anarchisme : de la doctrine à l'action, Paris, Gallimard, 1965, [lire en ligne].
- (it) George Woodcock, Anarchismo, Enciclopedia del Novecento, Istituto dell'Enciclopedia Italiana, 1975, lire en ligne.
- Burnett Bolloten, La Révolution espagnole : la gauche et la lutte pour le pouvoir, Paris, Éditions Ruedo Ibérico, 1977, (OCLC 3689855).
- Jean Maitron, Le mouvement anarchiste en France, des origines à 1914, tome 1, Paris, Gallimard, 1992.
- Jean Maitron, Le mouvement anarchiste en France, de 1914 à nos jours, tome 2, Paris, Gallimard, 1992.
- (en) Sam Mbah, I.E. Igariwey, African Anarchism : The history of a movement, See Sharp Press, Tucson, Arizona, 1997, lire en ligne, lire en ligne.
- Gaetano Manfredonia, L'Anarchisme en Europe, Presses universitaires de France, 2001.
- Normand Baillargeon, L'Ordre moins le pouvoir. Histoire et actualité de l'anarchisme, Agone, 2008.
- Anne Steiner, Les en-dehors : anarchistes individualistes et illégalistes à la Belle époque, L'Échappée, 2008,  (ISBN 978-2-915830-13-2).
- Vivien Bouhey, Les Anarchistes contre la République 1880-1914, Presses Universitaires de Rennes, 2009, note critique.
- Jean Préposiet, Histoire de l'anarchisme, éditions Fayard, 2012, 512 p., éditions Tallandier, 1993, 500 p., 2002, 510 p., 2005, 510 p.
- Christophe Bourseiller, Les anarchismes, in Extrémismes : enquête sur une grande peur contemporaine, CNRS Éditions, 2012, p. 117–142, [lire en ligne].
- Gaetano Manfredonia, Histoire mondiale de l'anarchie, Éditions Textuel & Arte éditions, 2014, notice éditeur.
- Freddy Gomez, Éclats d’anarchie. Passage de mémoire. Conversations avec Guillaume Goutte, Rue des Cascades, 2015, notice critique.
- René Berthier, Kropotkine et la Grande Guerre - Les anarchistes, la CGT et la social-démocratie face à la guerre, Éditions du Monde libertaire, 2015, présentation en ligne.
- Jacques de Guillebon, Falk van Gaver, Anarchrist, Une histoire de l’anarchisme chrétien, Desclée de Brouwer, 2015, présentation en ligne.
- Eduardo Colombo, Une brève histoire du mouvement anarchiste, in Le problème du Pouvoir : entre psychologie sociale et anarchisme, Les C@hiers de psychologie politique, 28 octobre 2015, [lire en ligne].
- Sylvain Boulouque, Le peuple du drapeau noir. Une histoire des anarchistes, Atlande, 2022, 246 p.
- Michel Froidevaux, Les avatars de l'anarchisme - La révolution et la guerre civile en Catalogne (1936-1939) vues au travers de la presse libertaire, Atelier de création libertaire, 2022, 752 pages,  (ISBN 978-2-35104-172-7), présentation en ligne.

### Textes théoriques
(classement par apparition des auteurs)
- Pierre-Joseph Proudhon, Qu'est-ce que la propriété ?, 1840, texte intégral.
- Max Stirner, L'unique et sa propriété, 1845, texte intégral.
- Joseph Déjacque, L'humanisphère, 1857, texte intégral.
- Joseph Déjacque, À bas les chefs !, Le Libertaire, 1859, texte intégral.
- Congrès de l'Internationale anti-autoritaire, Résolutions, Saint-Imier, 15-16 septembre 1872, [lire en ligne].
- Mikhaïl Bakounine, Dieu et l'État, 1882, texte intégral.
- Pierre Kropotkine, La Conquête du pain, 1892, texte intégral, télécharger en pdf.
- Pierre Kropotkine, L'Anarchie, sa philosophie, son idéal, 1896
- Pierre Kropotkine, Communisme et anarchie, Les Temps nouveaux, 1903, texte intégral.
- Pierre Kropotkine, Le Principe anarchiste, 1913, texte intégral.
- Pierre Kropotkine, La loi et l'autorité, Les Temps nouveaux, 1913 texte intégral.
- Élisée Reclus, L'anarchie, Les Temps nouveaux, 1896, texte intégral.
- Élisée Reclus, Évolution et révolution, 1880, texte intégral.
- Élisée Reclus, L’Évolution, la révolution et l’idéal anarchique, 1902, texte intégral, pdf.
- Errico Malatesta, Le Programme Anarchiste, 1899-1920, texte intégral.
- Errico Malatesta, Anarchie et Organisation, 1927, texte intégral.
- Errico Malatesta, L'anarchie, Montréal, Lux Éditeur, 2018(1902), 96 p.
- Voltairine de Cleyre, Écrits d’une insoumise, textes présentés par Normand Baillargeon et Chantal Santerre, Lux, 2018, présentation éditeur.
- E. Armand, Petit manuel anarchiste individualiste, 1911, texte intégral.
- Voline, La synthèse anarchiste, Encyclopédie anarchiste, 1934, texte intégral.
- Jacques Ellul, Anarchie et christianisme, Atelier de création libertaire, 1988, La Table ronde, 2001,  (ISBN 978-2-710-30880-5).
- Nicolas Walter, Pour l’anarchisme (trad. de l’anglais Marianne Enckell), Centre international de recherches sur l'anarchisme (Lausanne), 1969, Éditions Alternative libertaire, 1981, lire en ligne.
- Séminaire ETAPE (Explorations Théoriques Anarchistes Pragmatistes pour l'Emancipation), Explorations libertaires. Pour une pensée critique et émancipatrice, 2019, Atelier de création libertaire (Lyon); avec notamment des contributions de Jérôme Baschet, Philippe Corcuff, John Holloway, Sandra Laugier, Christian Laval, Ruwen Ogien, Irène Periera, etc.  (ISBN 978-2-351-04126-0).
- Séminaire ETAPE (Explorations Théoriques Anarchistes Pragmatistes pour l'Emancipation), Repenser l'Etat au XXIe siècle. Libertaires et pensées critiques, 2023, Atelier de création libertaire (Lyon), avec notamment des contributions de Jean-Christophe Angaut, Pierre Bance, Manuel Cervera-Marzal, Philippe Corcuff, Francis Dupuis-Déri, David Graeber, Geoffroy de Lagasnerie, Charles Macdonald, Irène Pereira, James C. Scott, etc.  (ISBN 978-2-351-04186-4).

### Philosophie
- Emmanuel Mounier, Anarchie et Personnalisme, 1937, extraits en ligne.
- Daniel Colson, Petit lexique philosophique de l'anarchisme de Proudhon à Deleuze, Le Livre de poche, 2001,  (ISBN 978-2-253-94315-0).
- Michel Weber, Éduquer (à) l’anarchie. Essai sur les conséquences de la praxis philosophique, Louvain-la-Neuve, Éditions Chromatika, 2008,  (ISBN 978-2-930517-03-2), texte intégral.
- Michel Onfray et Adeline Baldacchino, « Entretien sur l’anarchisme », Les Cahiers de psychologie politique, no 28,‎ janvier 2016 (lire en ligne).
- Thibault Isabel, Pierre-Joseph Proudhon, préf. Michel Onfray, L'anarchie sans le désordre, éditions Autrement, 2017,  (ISBN 978-2-7467-4545-2), présentation éditeur.

### Anthologies
- Mikhaïl Bakounine, Œuvres complètes, Champ libre, 1973-1982.
- Errico Malatesta, Écrits Choisis, Éditions du Monde libertaire, 2006,  (ISBN 978-2915514018).
- Proudhon, Bakounine, Kropotkine, La Révolution libertaire, 140 textes choisis, Éditions de l'Épervier, 2010,  (ISBN 978-2361940041), notice éditeur.
- Henri Arvon, L’anarchisme, Que sais-je ? 479, PUF, 1951.
- Daniel Guérin, Ni Dieu, Ni Maître - Anthologie de l'anarchisme, 1965 (Éditions Maspero, La Découverte),  (ISBN 978-2-7071-0390-1 et 978-2-7071-3136-2).
- Xavier Bekaert, Anarchisme, violence et non-violence : Petite anthologie de la révolution non-violente chez les principaux précurseurs et théoriciens de l’anarchisme, Bruxelles-Paris, Le Monde libertaire - Alternative libertaire (Belgique), mars 2000, 76 p. (ISBN 978-2-903013-93-6 et 2-903013-93-4, lire en ligne).
- Vivien García, L'anarchisme Aujourd'hui, L'Harmattan, 2007.
- Christophe Verselle, Ni Dieu ni maître ! De Diderot à Nietzsche, Librio, 2007.
- Irène Pereira, Anarchistes, La Ville brûle, 2009, notice éditeur.
- Philippe Pelletier, L'anarchisme, Le Cavalier bleu, 2010, notice éditeur.
- Irène Pereira, L'anarchisme dans les textes, Textuel, 2011.
- Sylvain Boulouque, Les Anarchistes. Ni Dieu ni maître !, Le Monde, 2012, notice éditeur.
- Édouard Jourdain, L'anarchisme, La Découverte, 2013, 2016, notice éditeur, lire en ligne.
- Collectif, Christophe Verselle (éd.), La Bible des anars - Anthologie des grands textes de l'anarchisme, Flammarion, coll. Librio - Philosophie, 2024, notice sur Fabula

### Biographies
- Itinéraire : une vie, une pensée
  - Buenaventura Durruti, no 1, juin 1987, 52 pages, texte intégral, notice.
  - Sacco et Vanzetti, no 2, décembre 1987, 36 pages, notice.
  - Kropotkine, no 3, juin 1988, 50 pages, lire en ligne.
  - Rudolf Rocker, no 4, décembre 1988, 42 pages, notice.
  - Malatesta, no 5/6, juin 1989, 92 pages, notice.
  - Pierre-Joseph Proudhon, no 7, 1er semestre 1990, 68 pages, notice.
  - Emma Goldman, no 8, second semestre 1990, 84 pages, [lire en ligne], [lire en ligne].
  - Ricardo Flores Magón, no 9/10, 1er semestre 1992, 104 pages, couverture en ligne, notice.
  - Eugène Varlin, no 11, 1er semestre 1993, 72 pages, notice.
  - Henry Poulaille, no 12, 1er semestre 1994, 92 pages.
  - Voline, no 13, 1996, 88 pages, notice.
  - Élisée Reclus, no 14/15, 1998, 109 pages, notice, pages 100-107.
- Emma Goldman, Épopée d'une anarchiste. New York 1886 - Moscou 1920, trad. de Living my life, 1931, extraits en ligne, extraits en ligne.
- René Lochu, Libertaires, mes compagnons de Brest et d'ailleurs, avant-propos de Léo Ferré, postface de Maurice Laisant, Quimperlé, La Digitale, 2003, (OCLC 417315665),  (ISBN 9782903383725).
- Rudolf Rocker, Max Nettlau. Une mémoire anarchiste (1946), Éditions du Monde libertaire, 2015.
- Emma Goldman, Vivre ma vie, Une anarchiste au temps des révolutions, L'Échappée, 2018, présentation éditeur.
- Freddy Gomez, Gustav Landauer, un anarchiste de l’envers. Suivi de douze écrits « antipolitiques » de Gustav Landauer, Éditions de l’Éclat, Paris, 2018, 216 pages.
- Pascal Dupuy, Folgorite : Parcours de Sante Ferrini, anarchiste, typographe et poète (1874-1939), Lyon, Atelier de création libertaire, janvier 2020, 348 p. (ISBN 978-2351041383).

### Anthropologie
- Pierre Kropotkine, L'Entraide, un facteur de l'évolution, 1902.
- Pierre Clastres, La Société contre l'État, Minuit, 1974, chapitre 11, conclusion.
- David Graeber, Pour une anthropologie anarchiste, Éditions Lux, 2006, présentation éditeur,  (ISBN 978-1612193748).
- Alberto Giovanni Biuso, Anarchisme et anthropologie. Pour une politique matérialiste de la limite, Paris, Asinamali, 2016,  (ISBN 978-2-9553822-2-6), présentation éditeur.
- Xavier Vanandruel, Dirk Dumon, Gassy Marin, Tour du vieux monde d'un anarchiste espérantiste : 1928-1938, Artisans-Voyageurs, coll. Les Géonautes, 2017, présentation en ligne.
- Charles Macdonald, L’ordre contre l’harmonie : anthropologie de l’anarchisme, Petra, 2018, présentation éditeur,  (ISBN 9782847432046), (OCLC 1029661460).
- James C. Scott, Homo domesticus. Une histoire profonde des premiers États, La Découverte, 2019,  (ISBN 9782707199232), présentation éditeur[145].

### Textes contemporains
- Catherine Malabou, Au voleur ! Anarchisme et philosophie, Paris, PUF, 2022,  (ISBN 9782130825449)[146],[147]
- Collectif, Les Anarchistes face à la guerre [recueil de textes], Centre international de recherches sur l'anarchisme (Lausanne), 2022, [lire en ligne].
- Patrick Chastenet, Les racines libertaires de l'écologie politique, Paris, L'Échappée, coll. « Pas de côté », février 2023, 240 p. (ISBN 9782373091182, présentation en ligne)
- Jason Adams, Non-Western Anarchisms, Zabalaza Books, 2000. Traduction en français.
- Henri Avron, L'Anarchisme au XXe siècle, Presses universitaires de France, coll. « L'Historien », 1979, 232 p. (ISBN 978-2-13-035788-9).
- (en) Lorenzo Kom'boa Ervin, Anarchism and the Black Revolution, 1979, extrait en ligne en français.
- (en) L. Susan Brown, The Politics of Individualism, Montréal, Noir, Rose Book, 1993,  (ISBN 978-1551642024).
- Theodore Kaczynski, (dit Unabomber), La Société industrielle et son avenir, éditions de l'Encyclopédie des Nuisances, 1998,  (ISBN 2910386074).
- Noam Chomsky, De l'espoir en l'avenir - propos sur l'anarchisme et le socialisme, éditions Agone, 2001,  (ISBN 2910846865).
- David Graeber, Les nouveaux anarchistes, [The new anarchists], New Left Review, no 13, janvier-février 2002, en français, en anglais.
- Normand Baillargeon, L'Ordre moins le pouvoir : histoire et actualité de l'anarchisme, Lux Éditeur, 2004.
- René Schérer, Nourritures anarchistes. L'anarchisme explosé, Hermann, 2009.
- Agustín García Calvo, La Société du Bien-être, Le Pas de côté, 2014, 120 p. , lire le compte-rendu de Tomás Ibáñez en ligne.
- Tomás Ibáñez, Anarchisme en mouvement. Anarchisme, néoanarchisme et postanarchisme, Éditions Nada, 2014,  (ISBN 9791092457063), notice éditeur.
- Claude Guillon, Comment peut-on être anarchiste ?, Libertalia, 2015.
- Philippe Corcuff, Enjeux libertaires pour le XXIe siècle par un anarchiste néophyte, Éditions du Monde libertaire, 2015, présentation en ligne, introduction en ligne.
- Philippe Pelletier, Les territoires de l’imaginaire libertaire, Libération, 30 septembre 2015, lire en ligne.
- Pablo Servigne, Gauthier Chapelle, L'entraide : l'autre loi de la jungle, Les Liens qui libèrent, 2017,  (ISBN 979-10-209-0440-9), France Culture.
- Peter Gelderloos, Comment la non-violence protège l'État : Essai sur l'inefficacité des mouvements sociaux, trad. Nicolas Cazaux et Arthur Fontenay, préf. Francis Dupuis-Déri, Herblay, Éditions Libre, 2018, 235p.,  (ISBN 978-2-9556782-4-4), présentation éditeur, [lire en ligne].
- Chiara Bottici, Pour un Anarcha-féminisme, Libération, 15 novembre 2018, [lire en ligne].
- George Woodcock, L’anarchisme: Une histoire des idées et mouvements libertaires, traduit de l’anglais par Nicolas Calvé, Lux Éditeur, 2019, 517 pages[148].
- Isabelle Attard, Comment je suis devenue anarchiste, Seuil-Reporterre, Paris, 2019, 160 pages
- Francis Dupuis-Déri, L'anarchie expliqué à mon père, Montréal, Lux Éditeur, 2018, 232 p.

### Recherches universitaires
- Simon Luck, L'actualité de l'anarchisme. Une perspective de sociologie politique, Institut d'études politiques de Strasbourg, 2002, notice critique..
- Caroline Granier, Nous sommes des briseurs de formules. Les écrivains anarchistes en France à la fin du dix-neuvième siècle, Thèse de doctorat, Université Paris-VIII, 2003, publiée chez Ressouvenances, 2008, texte intégral.
- Isabelle Marinone, Anarchisme et cinéma : panoramique sur une histoire du 7e art français virée au noir, doctorat en Art et archéologie, Cinéma, Université Panthéon-Sorbonne, 2004, résumé en ligne.
- Constance Bantman, Anarchismes et anarchistes en France et en Grande-Bretagne, 1880-1914 : Échanges, représentations, transferts, doctorat en langues et littératures anglaises et anglo-saxonnes, Université Paris-XIII, 2007, texte intégral.
- Gaëlle Douët, Post-totalitarisme, antipolitique et anarchisme, maîtrise en science politique, Université du Québec à Montréal, 2007, texte intégral.
- Simon Luck, Sociologie de l’engagement libertaire dans la France contemporaine. Socialisations individuelles, expériences collectives, et cultures politiques alternatives, doctorat de science politique, École doctorale de science politique, Centre de recherches politiques de la Sorbonne, 2008, texte intégral.
- Irène Pereira, Un nouvel esprit contestataire - La grammaire pragmatiste du syndicalisme d’action directe libertaire, doctorat en sociologie, École des hautes études en sciences sociales, Groupe de sociologie politique et morale, 2009, texte intégral.
- Anne-Marie Bouchard, Figurer la société mourante - Culture esthétique et idéologique de la presse anarchiste illustrée en France, 1880-1914, Département d'histoire de l'art et d'études cinématographiques, Faculté des arts et sciences, Université de Montréal, 2009, lire en ligne.
- Jo Le Tarte, Évolution de la critique libertaire du travail entre le XIXe siècle et le XXe siècle, Faculté des études supérieures de l'Université Laval, 2009, texte intégral.
- Jean-Christophe Angaut, Anarchisme et libéralisme. Une démarcation, École normale supérieure de Lyon, Triangle (UMR 5206), 2011, texte intégral.
- Collectif, L’anarchisme espagnol, Cahiers de civilisation espagnole contemporaine, 1|2012, [lire en ligne].
- Alexandre LeBlanc, Relecture de l’anarchisme classique à partir du concept d’éducationnisme-réalisateur, maîtrise en science politique, Université de Montréal, août 2014, lire en ligne.
- Vittorio Frigerio, La littérature de l'anarchisme - Anarchistes de lettres et lettrés face à l'anarchisme, Éditions littéraires et linguistiques de l'université de Grenoble, 2014,  (ISBN 9782843102714), présentation éditeur.
- Jean-Louis Guereña, Anarchisme et sexualité en Espagne jusqu’en 1939, Cahiers de civilisation espagnole contemporaine, 2|2015, lire en ligne, DOI 10.4000/ccec.5591.
- David Berry (dir.), Anarchismes, nouvelles approches, nouveaux débats, Dissidences, 2015, Éditions Le Bord de l'eau,  (ISBN 9782356873583), présentation en ligne.
- Nicole Brenez, Isabelle Marinone (dir.), Cinémas libertaires - Au service des forces de transgression et de révolte, Presses Universitaires du Septentrion, 2015,  (ISBN 978-2-7574-0952-7), présentation éditeur.
- Étienne Desbiens-Després, Le postanarchisme : une réécriture philosophique de l'anarchisme, Mémoire, Montréal (Québec, Canada), Université du Québec à Montréal, Maîtrise en science politique, 2015, [lire en ligne].

### Fiction
- Jacques Badet (traduits et présentés par), Contes anarchistes espagnols, 1870-1930, Lyon, Presses Universitaires de Lyon, 1980, 166 pages,  (ISBN 978-2-7297-0077-5), présentation éditeur.

### Dans l'art et la culture

#### Musique et chanson
- Frédéric Bories, Georges Brassens. Militant anarchiste, Marseille, Le mot et le reste, 2022, 192 pages,  (EAN 9782361399528), présentation en ligne sur Fabula.

#### Bande dessinée
- Bruno Loth, Les Fantômes de Ermo, tome 1, Éditions La Boîte à Bulles, 2017, présentation éditeur.
- Véronique Bergen, Winshluss, L'anarchie - Théories et pratiques libertaires, Le Lombard, Coll. La petite bédéthèque savoirs,  (ISBN 978-2-8036-7578-4), 88 pp., 2019, présentation éditeur.
- Nicolas Debon, L'Essai, Dargaud, coll. Long courrier, 2015, présentation éditeur[149].

### Divers
- Éloge de l'anarchie par deux excentriques chinois. Polémiques du troisième siècle, traduit et présenté par Jean Levi, éditions de l'Encyclopédie des Nuisances, 2004.
- Georges Etiévant, Déclarations / de G. Etievant, Paris, Les Temps nouveaux, 1898 texte intégral.
- Ferdinand Domela Nieuwenhuis, L'éducation libertaire : conférence, Paris, Les Temps nouveaux, 1900, texte intégral.
- Ferdinand Domela Nieuwenhuis, Le militarisme et l'attitude des anarchistes et socialistes révolutionnaires devant la guerre, Paris, Les Temps nouveaux, 1901, texte intégral.
- Léonard, Le tréteau électoral : farce politique et sociale contre tous les candidats, Paris, Les Temps nouveaux, 1902, texte intégral.
- René Chaughi, Les trois complices, Les Temps nouveaux, 1912, texte intégral.

## Sources historiques
- Increvables anarchistes: histoire(s) de l’anarchisme des anarchistes, et de leurs foutues idées au fil de 150 ans du Libertaire et du Monde libertaire, Éditions Alternative libertaire, groupe Louise Michel de la Fédération anarchiste, 10 brochures, texte intégral..

## Œuvres cinématographiques
- La Bande à Bonnot, Philippe Fourastié, 1968.
- Eros + Massacre, Yoshishige Yoshida, à propos de Sakae Ōsugi et Noe Itō, 1969.
- Sacco et Vanzetti, Giuliano Montaldo, 1971.
- L'An 01, Jacques Doillon, Gébé, Alain Resnais, Jean Rouch, 1973.
- Nada, Claude Chabrol, 1973.
- La Société du spectacle, Guy Debord, 1973.
- La Patagonia rebelde, Héctor Olivera, 1974.
- La Cecilia, Jean-Louis Comolli, 1976.
- Land and Freedom, Ken Loach, 1994.
- Libertarias, Vicente Aranda, 1996.
- La Belle Verte, Coline Serreau, 1996.
- The Edukators, Hans Weingartner, 2004.
- V pour Vendetta, James McTeigue, 2006.
- Les Anarchistes, Elie Wajeman, 2015.

### Vidéographie
- Félix Marquet, Sous le signe libertaire, CNT-FAI, 1936, voir en ligne.
- Chrisitian Mottier, Ni Dieu ni maître, Temps présent, Radio télévision suisse, 3 avril 1970, voir en ligne.
- Christian Bussy, Anarchie, j'écris ton nom (1), Signes des Temps, Radio-télévision belge de la Communauté française, Sonuma, 7 mai 1973, voir en ligne.
- Christian Bussy, Anarchie, j'écris ton nom (2), Signes des Temps, Radio-télévision belge de la Communauté française, Sonuma, 7 mai 1973, voir en ligne.
- Maurice Joyeux, Foi d'anar. Portrait d'un anarchiste, France Régions 3, 16 septembre 1984, 58 min, voir en ligne.
- Lisa Berger, Carol Mazer, De toda la vida, Mujeres Libres, 1986, voir en ligne.
- Richard Prost, Un autre futur : L'Espagne rouge et noir (1990) et Contre vents et marées (1995), 151 min, Les films du village, voir en ligne.
- Hélène Châtelain, Nestor Makhno, un paysan d’Ukraine, Arte, 1996, voir en ligne sur Vimeo.
- Juan Gamero, Vivir la utopía (Vivre l'utopie), 96 min, TV Catalunya, 1997, voir en ligne.
- Collectif AlterNaction, Autrement, Suisse, 75 min, mai 2002, notice, voir en ligne.
- Pierre Carles, Ni vieux, ni traîtres, 94 min, 2006, voir en ligne.
- Aitor Arregi, Jose Mari Gaenaga, Lucio, 93 min, 2007, notice.
- Jean-François Brient et Victor León Fuentes, De la servitude moderne, 2009, voir en ligne.
- Banksy, Jaimie D'Cruz, The Antics Roadshow, 48 min, Channel 4, 13 août 2011[150], voir en ligne.
- Michel Onfray, Le postanarchisme expliqué à ma Grand-mère, conférences de l'Université populaire de Caen, 2011, voir en ligne.
- Yannis Youlountas, Ne vivons plus comme des esclaves, 2013, voir en ligne..
- Jean Bricmont, Qu'est-ce que l'anarchisme ?, 11 décembre 2012, voir en ligne.
- Aurélie Marcireau, L'histoire mondiale de l'Anarchie, LCP, 15 octobre 2014, voir en ligne.
- Tancrède Ramonet, Ni Dieu ni maître, une histoire de l'anarchisme, co-production Arte France et Temps noir, 2 x 90 min, 2016[151],[152],[153], présentation éditeur.
- Tancrède Ramonet, Ni Dieu ni maître, une histoire de l'anarchisme, Volume 2 — 1944-2012, co-production LCP et Temps noir, 2 x 52 min, 2023.

## Bande son
- Georges Brassens, Jacques Brel, Léo Ferré, Que pensez-vous de l'anarchie ?, Rock & Folk, RTL, 6 janvier 1969, écouter en ligne.
- Charles d'Avray, Le Triomphe de l'anarchie, écouter en ligne.
- Marc Ogeret, Chansons « contre », 1968, notice, écouter en ligne.
- Léo Ferré, Les Anarchistes, 1969, écouter en ligne.
- Les Quatre Barbus, Chansons Anarchistes, 1969, notice, écouter en ligne.
- Léo Ferré, Il n'y a plus rien, 1972, écouter en ligne.
- Guy Debord, Étienne Roda-Gil, Raoul Vaneigem, Jacques Le Glou, Alice Becker-Ho, Pour en finir avec le travail, 1974, écouter en ligne.
- Jean-Roger Caussimon, Les milices, 1975, écouter en ligne.
- Sante Ferrini, [(it) Quando l'anarchia verrà, 1899]

### Radio
- Maurice Joyeux, L’anarchie et la société moderne, conférence, 22 min, écouter en ligne.
- La chronique de Philippe Meyer, France Culture, 19 mai 2014, écouter en ligne.
- Jean Lebrun, Gaetano Manfredonia, Les anarchistes et l'écologie, La marche de l'histoire, France Inter, 16 février 2015, écouter en ligne.
- Jean Lebrun, Philippe Pelletier, Les anarchistes : le moment terroriste, et après ?, France Inter, 26 novembre 2015, écouter en ligne.
- Marianne Enckell, Mathieu Léonard, Histoire des Anarchies, La Fabrique de l'Histoire, France Culture, 4 parties, août 2017, écouter en ligne.
- Géraldine Muhlmann, Le renouveau de l'intérêt pour l'anarchisme, série, Avec philosophie, France Culture, avril 2024, écouter en ligne.